# 無綫電視劇集列表 (1980年代)
本列表是翡翠台電視劇集列表的子列表，列举1980年代的香港無綫電視翡翠台劇集。

## 1980年
| 首播     | 集數 | 劇名           | 主演                                                                                                   | 官網                        | 編審               | 監製   | 備註 |
| 1月21日  | 65   | 風雲           | 任達華、黃杏秀、林子祥、劉松仁、馮寶寶、關海山、李香琴、陳嘉儀、吳孟達、白 茵                          | 網頁 （页面存档备份，存于） | 羅卡               | 鄒世孝 | 主題曲「風雲」仙杜拉 |
| 2月4日   | 10   | 離別鈎         | 謝 賢、狄波拉、黃樹棠、呂有慧、劉 丹、南 紅、劉兆銘、秦 煌、高妙思、金興賢                             | 網頁 （页面存档备份，存于） | 王晶               | 王天林 | 主題曲「難忍別離淚」鄭少秋，改編自古龍小說，編導李少敦、劉仕裕、邱家雄                                                                       |
| 2月18日  | 15   | 鹽梟           | 黃元申、李琳琳、張 雷、秦 煌、白文彪、黃樹棠、李家鼎、李成昌                                           | 網頁 （页面存档备份，存于） | 吳昊               | 李沛權 | 改編自倪匡小說 |
| 3月1日   | 12   | 外母駕到       | 羅志强、葉德嫻、梁 珊、盧國雄、陳美玲                                                                  | 網頁 （页面存档备份，存于） | 王晶               | 李瑜   | |
| 3月10日  | 25   | 上海灘         | 周潤發、呂良偉、趙雅芝、劉 丹、湯鎮業、林建明、莊文清、景黛音、歐陽佩珊、黃 新、陳立品、廖啟智、曾楚霖 | 網頁 （页面存档备份，存于） | 陳翹英             | 招振強 | 主題曲：「上海灘」由顧嘉煇作曲、編曲，黃霑填詞，葉麗儀主唱，83年原劇改編電影《上海灘之血灑租界》                                             |
| 4月13日  | 6    | 發達容易搵食難 | 黃允財、呂有慧、廖偉雄、廖安麗、黃 新、白文彪、陳立品、羅浩楷                                          | 網頁 （页面存档备份，存于） | 吳昊               | 李瑜   | |
| 4月14日  | 10   | 一劍天涯       | 夏 雨、楊盼盼、關 聰、曾慶瑜、許紹雄、韓馬利、談泉慶                                                   | 網頁 （页面存档备份，存于） | 鄧偉雄             | 馮淬帆 | |
| 4月21日  | 75   | 親情           | 周潤發、鄭裕玲、任達華、陳敏兒、雪 梨、石 堅、劉 丹、羅 蘭、黃曼梨、李香琴、關海山                     | 網頁 （页面存档备份，存于） | 吳昊               | 李添勝 | 主題曲「親情」羅文 |
| 4月28日  | 10   | 歡樂群英       | 盧海鵬、黃允財、高妙思、李司棋、鍾慧冰、白 茵、林偉圖、關 聰、江 毅、羅浩楷                            | 網頁 （页面存档备份，存于） | 胡沙               | 邱家雄 | 盧海鵬，改編自古龍小說歡樂英雄 |
| 5月12日  | 10   | 山水有相逢     | 李司棋、黃韻詩、黃錦燊、陳嘉儀、黃敏儀、張活游、呂有慧                                                 | 網頁 （页面存档备份，存于） | -                  | 甘國亮 | 编剧甘國亮 |
| 5月26日  | 25   | 京華春夢       | 汪明荃、劉松仁、韓馬利、鮑 方、鄧碧雲、譚炳文、江 毅、陳嘉儀、程可為、佩 雲、上官玉                    | 網頁 （页面存档备份，存于） | 王晶               | 王天林 | 主题曲及插曲「撲蝶」、「等郎歸」、「追憶當日愛」、「今生不負愛」、「愛你一生一世」、「愛你一生不夠多」由汪明荃主唱，改編自張恨水小說金粉世家 |
| 6月21日  | 13   | 男人之家       | 鄭少秋、曾慶瑜、盧大偉、黃文慧、徐廣林、鄭孟霞、霍潔貞                                                 | 網頁 （页面存档备份，存于） | 羅卡               | 曾勵珍 | |
| 6月30日  | 15   | 發現灣         | 林嘉華、歐陽佩珊、梁 珊、郭 峰、陳立品、羅蘭、劉 丹、秦 煌、陳齊頌、高 崗                              | 網頁 （页面存档备份，存于） | 羅卡               | 李沛權 | 主題曲「發現灣」羅文，林嘉華加入無線後首次擔任主演劇集                                                                                       |
| 7月21日  | 20   | 仁者無敵       | 盧海鵬、石 修、李琳琳、景黛音、周秀蘭、廖啟智、阮兆輝、陳國權、韓馬利、關 聰                           | 網頁 （页面存档备份，存于） | 陳翘英 梁建璋 羅卡 | 招振強 | 主題曲「仁者無敵」由顧嘉煇作曲、編曲，黃霑填詞，甄妮主唱                                                                                     |
| 8月4日   | 30   | 輪流傳         | 李司棋、鄭裕玲、黃韻詩、森 森、李琳琳、鄭少秋、石 修、林嘉華、陳百強、林子祥                           | 網頁 （页面存档备份，存于） | 吳昊 陳翹英        | 甘國亮 | 鄭少秋，原定80集，因收視不佳30集被迫腰斬 |
| 8月18日  | 20   | 上海灘續集     | 呂良偉、黃淑儀、謝 賢、廖啟智、韓馬利、陳立品、林嘉華、莊文清、景黛音、苗僑偉、關 鍵、梁 愛、徐廣林    | 網頁 （页面存档备份，存于） | 梁建璋             | 招振強 | 主題曲「萬般情」由顧嘉煇作曲、編曲，黃霑填詞，葉麗儀主唱，83年原劇改編電影《上海灘之絕情江湖》又名《上海灘復仇記》                           |
| 9月8日   | 15   | 新C.I.D.       | 黃元申、張 雷、陳欣健、林嘉華、金興賢、歐陽佩珊、黃 新、戴月娥、李國麟、薰 妮                          | 網頁 （页面存档备份，存于） | 羅卡 王晶          | 邱家雄 | 「勇往直前」林子祥 |
| 9月15日  | 25   | 千王之王       | 謝 賢、任達華、汪明荃、楊 群、曾慶瑜、郭 鋒、黃 新、雪 梨、陳嘉儀、秦 煌                               | 網頁 （页面存档备份，存于） | 王晶               | 王天林 | 主題曲「用愛將心偷」及插曲「歸帆」、「美麗原野」、「情枷愛鎖」、「輕舟情萬縷」、「寧願给你欺骗」由汪明荃主唱                                 |
| 9月29日  | 14   | 執到寶         | 劉克宣、黃韻詩、甘國亮、馮粹帆、歐陽佩珊、林子祥、馮志豐、陳琪琪、黎灼灼                               | 網頁 （页面存档备份，存于） | -                  | 甘國亮 | 編劇甘國亮 |
| 10月10日 | 26   | 聲寶喜相逢     | 景黛音、程可為、賈思樂、廖啟智、劉丹、劉敏儀                                                           | 網頁 （页面存档备份，存于） | 鄧偉雄             | 曾勵珍 | |
| 10月20日 | 20   | 亂世兒女       | 黃元申、黃杏秀、黃允財、甘國衛、許紹雄、陳儀馨、湯鎮業、程思俊、李國麟、倫志文                         | 網頁 （页面存档备份，存于） | 羅卡               | 李添勝 | 主題曲及插曲「此恨到何年」由仙杜拉主唱 |
| 10月20日 | 15   | 雙葉⊕蝴蝶      | 葉德嫻、葉麗儀、楊盼盼、黃淑儀、程可為、劉 丹、關海山、梁潔華、梁淑兒、談泉慶                          | 網頁 （页面存档备份，存于） | 梁建璋             | 李沛權 | 「女中豪傑」葉麗儀 |
| 11月10日 | 10   | 龍仇鳳血       | 黃元申、黃杏秀、倫志文、郭 峰、關 聰、夏 雨、江 毅、南 紅、羅國維、胡美儀、艾 迪                       | 網頁 （页面存档备份，存于） | 金炳興             | 鄒世孝 | 主題曲「龍仇鳳血」由顧嘉煇作曲、編曲，黃霑填詞，鄭少秋主唱，改編明朝“土木之變”及“奪門之變”兩段史實                                           |
| 11月17日 | 20   | 勢不兩立       | 陳欣健、鄭裕玲、石 修、黃錦燊、林嘉華、關海山、姚 煒、張 雷、廖安麗                                    | 網頁 （页面存档备份，存于） | 吳昊               | 李沛權 | 「風霜伴我行」鄧麗君，編劇吳昊 |
| 11月24日 | 50   | 衝擊           | 苗僑偉、任達華、趙雅芝、湯鎮業、狄波拉、夏 雨、曾慶瑜、景黛音、雪 梨、李香琴、張活游、葉德嫻、森 森    | 網頁 （页面存档备份，存于） | 鄧永康             | 招振強 | 主題曲「衝擊」及插曲「情債」由顧嘉煇作曲、編曲，黃霑填詞，甄妮主唱                                                                           |
| 12月15日 | 20   | 上海灘龍虎鬥   | 呂良偉、歐陽佩珊、楊 群、黃元申、南 紅、周秀蘭、甘國衛、梁 愛、羅國維、何壁堅、白文彪                  | 網頁 （页面存档备份，存于） | 梁建璋             | 邱家雄 | 主題曲「上海灘龍虎鬥」由顧嘉煇作曲、編曲，黃霑填詞，葉麗儀主唱                                                                               |

## 1981年
| 首播     | 集數 | 劇名                | 主演 | 官網 | 編審 | 監製          | 備註 |
| 1月12日  | 20   | 流氓皇帝            | 鄭少秋、李司棋、沈殿霞、鄭則仕、黃日華、鄧碧雲、莊文清、郭 峰、葉德嫻、江 毅、劉克宣、秦 煌、龍天生、曾楚霖、陳國權、廖啟智 | 網頁 （页面存档备份，存于） | 王晶 | 王天林        | 主題曲「做人愛自由」及插曲「飲勝」、「男兒志在四方」由鄭少秋主唱 ，「愛在心內暖」:鄭少秋、李芷玲，王晶編劇                                                                                   |
| 2月14日  | 6    | 迷離世界            | 呂良偉、石 修、黃杏秀、余綺霞、佩 雲、曾慶瑜、歐陽珮珊、江 毅、甘國衛、苗僑偉 | 網頁 （页面存档备份，存于） | 吳昊 | 馮淬帆        | 不設第四集，因此只有1,2,3,5,6,7集 |
| 2月5日   | 25   | 四季情              | 汪明荃、葉德嫻、劉克宣、陳儀馨、林子祥、程可為、劉兆銘、許紹雄、盧海鵬、黃錦燊 | 網頁 （页面存档备份，存于） | 羅卡 | 李沛權        | 汪明荃 |
| 2月9日   | 25   | 過客                | 黃日華、鄭裕玲、石 修、苗僑偉、楊 群、劉 丹、關海山、廖啟智、陳敏兒、陳嘉儀 | 網頁 （页面存档备份，存于） | 陳翹英 | 李添勝        | 「過客」關菊英，又名《世仇》、《神槍殺手》 |
| 3月16日  | 20   | 龍虎雙霸天          | 黄允財、劉 丹、黃杏秀、李琳琳、蘇杏璇、金興賢、白文彪、張 沖、陳立品、何壁堅 | 網頁 （页面存档备份，存于） | 胡沙 吳昊 | 伍潤泉        | 羅文 此劇播出後，收視及口碑不佳，而腰斬 |
| 3月23日  | 21   | 情謎                | 謝 賢、姚 煒、歐陽珮珊、艾 迪、夏 雨、曾佩琪、石 堅、黃曼梨、李振輝、張活游 | 網頁 （页面存档备份，存于） | 鄧偉雄 吳昊 | 鄒世孝        | 主題曲及插曲「莫問此生」由李龍基主唱 |
| 3月30日  | 10   | 刺青                | 朱 江、曾慶瑜、楊盼盼、甘國衛、何壁堅、談泉慶、陳狄克、劉 丹 | 網頁 （页面存档备份，存于） | | 馮淬帆        | |
| 4月4日   | 13   | 威水世家            | 黃杏秀、葉德嫻、張國強、雪 梨、姚鳳絲、李家鼎、楊盼盼、程思俊、陳百祥、黃 新 | 網頁 （页面存档备份，存于） | 鄧偉雄 彭濟材 | 曾勵珍        | 處境劇 |
| 4月13日  | 20   | 風雨晴              | 石 修、陳秀珠、湯鎮業、黃日華、景黛音、苗僑偉、陳敏兒、雪 梨、張國強、陳玉蓮、廖偉雄、李香琴 | 網頁 （页面存档备份，存于） | 鄧永康 | 邱家雄        | 羅文 |
| 4月13日  | 20   | 千王群英會          | 謝 賢、汪明荃、周潤發、呂有慧、黄允財、劉兆銘、任達華、秦 煌、莊文清、黃 新 | 網頁 （页面存档备份，存于） | 王晶 | 王天林        | 主題曲及插曲「只記舊情重」由汪明荃主唱，插曲「風箏樂」汪明荃、黃宇瀚，千王之王 姐妹作，王晶編劇                                                                                              |
| 5月11日  | 20   | 他的一生            | 劉雪華、任達華、林嘉華、周秀蘭、楊嘉諾、廖啟智、湯鎮業、雪 梨、翁靜晶、陳復生 | 網頁 （页面存档备份，存于） | 梁建璋 | 招振強        | 主題曲及插曲「愛的種子」由林子祥主唱 |
| 5月11日  | 20   | 烽火飛花            | 鄭少秋、呂良偉、趙雅芝、曾慶瑜、馮淬帆、程思俊、藍 天、楊盼盼、關海山、李成昌、甘國衛 | 網頁 （页面存档备份，存于） | 陳翹英 | 馮粹帆        | 主題曲《烽火飛花》由顧嘉煇作曲、編曲，黃霑填詞，以及插曲「長為曙光盼」、「凱旋歌」由鄭少秋主唱, 改編自徐速小說《櫻子姑娘》                                                                   |
| 6月8日   | 10   | 荳芽夢              | 翁靜晶、周秀蘭、露雲娜、陳復生、林嘉華、李香琴、劉敏儀、姚鳳絲、譚玉瑛、盧大偉 | 網頁 （页面存档备份，存于） | 梁建璋 | 霍耀良        | 「荳芽夢」露雲娜，劇本梁詠梅、岑國榮，編導招振強、杜琪峯 |
| 6月8日   | 15   | 無雙譜              | 李司棋、湯鎮業、李琳琳、陳欣健、譚炳文、姚 煒、黃允財、劉克宣、苗僑偉、葉德嫻、黃造時、關 聰、張英才 | 網頁 （页面存档备份，存于） | | 甘國亮        | 分別由「易釵」、「陸判」和「追魚」三個故事組成，編劇羅鎮岳 |
| 6月8日   | 1311 | 香港八一至 香港八六 | 黃 新、梁葆貞、陳 泉、李成昌、梁仲芬、張兆輝、吳夏萍、焦 雄、韋以茵、陳立品、顏國樑、羅君左、鄭孟霞、李 我、仙杜拉、馮志豐、梁碧玲、李家鼎、黃曼梨、龍天生、熊良錫、韓馬利、南 紅、李香琴、陳有后、盧 敦、俞 明、嚴秋華、黎小田、甄 妮、劉德華、苗僑偉、張 雷、秦 沛、狄寶娜摩亞、鍾鎮濤、鄧碧雲 | 81 （页面存档备份，存于） 82 （页面存档备份，存于） 83 （页面存档备份，存于） 84 （页面存档备份，存于） 85 （页面存档备份，存于） 86 （页面存档备份，存于） | 彭濟材(81,85) 鄧永康(81,82) 劉天賜(81) 梁建璋(82,83) 邱梅圓(82-85) 邵麗瓊(82-85) 吳昊(82) 陳翹英(82) 鄧偉雄(82) 陳惠妍(84) 張華標(84,85) 蔡業鳴(85,86) 馮志強(85) | 曾勵珍        | 處境劇，主題音樂是一首明快的純音樂：由Jack Trombey作曲的Shoeshine。此劇一直連播至1986年7月11日止，為香港目前集數第二多的劇集，紀錄於2021年7月31日起被《愛·回家之開心速遞》之第1312集所超越。 |
| 6月22日  | 15   | 妙手神偷            | 馮淬帆、狄波拉、任達華、廖偉雄、劉雪華、陳有后、劉兆銘、程可為、駱應鈞、蘇杏璇 | 網頁 （页面存档备份，存于） | 陳翹英 | 李沛權        | |
| 6月29日  | 20   | 火鳳凰              | 周潤發、鄭裕玲、苗僑偉、石 修、陳秀珠、湘 漪、郭 峰、吳業光、李香琴、韓馬利、許紹雄 | 網頁 （页面存档备份，存于） | 羅卡 | 李添勝        | 主題曲「命運」甄妮 |
| 7月13日  | 20   | 佛山贊先生          | 呂良偉、黃日華、楊盼盼、歐陽佩珊、關海山、陳敏兒、劉 丹、秦 煌、江 毅、嚴秋華 | 網頁 （页面存档备份，存于） | 吳昊 | 伍潤泉        | 主題曲「佛山贊先生」李龍基 |
| 7月27日  | 30   | 楊門女將            | 汪明荃、馮寶寶、石 修、湘 漪、楊盼盼、白 茵、黃敏儀、韓馬利、李琳琳、曾慶瑜 | 網頁 （页面存档备份，存于） | 王晶 | 王天林        | 主題曲及插曲「像白雲像清風」、「游山樂」、「征衣滿淚痕」、「探幽谷」由汪明荃主唱 |
| 8月10日  | 30   | 未了情              | 洋、韓馬利、葉德嫻、李司棋、譚一清、羅 蘭、高 雄、林錦堂 | 網頁 （页面存档备份，存于） | 陳麗華 | 邱家雄        | 主題曲及插曲「寰宇心聲」由羅文主唱，又名《碧血黃花》 |
| 8月31日  | 20   | 飛鷹                | 趙雅芝、鄭少秋、陳玉蓮、董 瑋、姚 煒、郭 峰、李道洪、苗喬偉、黄曼凝、關海山、蘇杏璇、秦 煌、陳國權、吳麗珠 | 網頁 （页面存档备份，存于） | 胡沙 | 李鼎倫        | 主題曲及插曲「心內情拋不去」由鄭少秋主唱，插曲「願以後一生相對」鄭少秋、李芷苓 |
| 9月1日   | 20   | 紅顏                | 黃淑儀、黃日華、謝 賢、程可為、呂有慧、盧國雄、秦 煌、關菊英、陳敏兒、甘國衛 | 網頁 （页面存档备份，存于） | 羅卡 | 李沛權        | 「紅顏」葉麗儀 |
| 9月20日  | 10   | 二人三足            | 鄭則士、廖偉雄、朱小寶、陳立品、陳玉蓮、吳家麗、盧大偉、陳百祥 | 網頁 （页面存档备份，存于） | 李艷萍 陳翹英 | 李瑜          | |
| 9月28日  | 15   | 老虎甩鬚            | 黃錦燊、喬 宏、鄭則士、劉敏儀、 洋、藍 天、劉兆銘 | 網頁 （页面存档备份，存于） | 吳昊 | 伍潤泉        | 主題曲「想到我就做」及插曲「快樂自由歌」由鍾鎮濤主唱 |
| 9月28日  | 13   | 封神榜              | 盧海鵬、林建明、譚炳文、余子明、陳欣健、陳儀馨、黃允財、吳孟達、廖安麗、廖啟智 | 網頁 （页面存档备份，存于） | | 梁家樹        | 主題曲「封神榜」鄭少秋，《歡樂今宵》內播映，編劇甘志輝、黃家亮等 |
| 10月5日  | 20   | 前路                | 周潤發、莊靜而、呂良偉、湯鎮業、劉敏儀、陳復生、藍 天、嚴秋華、劉雅麗、何壁堅 | 網頁 （页面存档备份，存于） | 鄧永康 | 招振強        | 主題曲「東方之珠」甄妮 |
| 10月19日 | 20   | 英雄出少年          | 苗僑偉、董 瑋、石 修、黃杏秀、黃日華、白 茵、歐陽佩珊、關海山、石 堅、郭 峰 | 網頁 （页面存档备份，存于） | 胡沙 | 邱家雄        | 主題曲及插曲「醉紅塵」由關正傑主唱 |
| 11月2日  | 10   | 逐個捉              | 李司棋、鄭裕玲、石 堅、鄧碧雲、馮粹帆、俞 明、林嘉華、秦 沛、夏 雨、黃曼梨、陳復生 | 網頁 （页面存档备份，存于） | 王晶 甘國亮 | 杜琪峰 霍耀良 | 王晶、甘國亮聯合執導 |
| 11月14日 | 20   | 突破                | 陳百強、莊靜而、翁靜晶、毛舜筠、馮淬帆、李香琴、吳孟達、周秀蘭、嚴秋華、傅玉蘭 | 網頁 （页面存档备份，存于） | 馮志強 | 招振強        | 主題曲「突破」陳百強 |
| 11月16日 | 20   | 女黑俠木蘭花        | 趙雅芝、黃錦燊、楊盼盼、曾 江、秦 沛、關海山、楊 群、張英才、秦 煌、上官玉 | 網頁 （页面存档备份，存于） | 王晶 | 王天林        | 主題曲「女黑俠木蘭花」及插曲「告訴我」由葉麗儀主唱，改編自倪匡小說 |
| 11月16日 | 20   | 富貴榮華            | 鄭少秋、任達華、廖啟智、陳敏兒、陳秀珠、程思俊、葉德嫻、劉兆銘、駱應鈞、梁 珊 | 網頁 （页面存档备份，存于） | 梁建璋 馮志強 | 李添勝        | 主題曲「富貴榮華」鄭少秋、插曲「心事」黃綺嘉 |
| 12月14日 | 20   | 鱷魚潭              | 周潤發、鄭裕玲、呂良偉、黃曼凝、姚 煒、南 紅、劉兆銘、楊澤霖、黃文慧、張 雷 | 網頁 （页面存档备份，存于） | 胡沙 | 鄧偉雄 李鼎倫 | 主題曲「鱷魚潭」甄妮 |

## 1982年
| 首播     | 集數 | 劇名               | 主演 | 官網                                                      | 編審        | 監製          | 備註 |
| 1月11日  | 10   | 神女有心           | 苗僑偉、李司棋、馮寶寶、楊 群、雪 梨、黃愷欣、廖啟智、周秀蘭、劉 江、蘇杏璇                                         | 網頁 （页面存档备份，存于）                               | -           | 鄒世孝        | 編劇甘國亮 曾淑娟 |
| 1月11日  | 10   | 新民間傳奇         | 趙雅芝、任達華、石 修、韓馬利、仙杜拉、關菊英、劉 丹、張英才、陳有后、羅 蘭、南 紅、譚炳文、駱 恭                   | 網頁1 （页面存档备份，存于） 網頁2 （页面存档备份，存于） | 劉天赐 譚嬣 | 李添勝 王天林 | 分《韓嫣翠》、《癲鳳狂龍》兩個單元                                                                                               |
| 1月25日  | 20   | 戲班小子           | 劉德華、董 瑋、苗僑偉、廖偉雄、楊盼盼、陳秀珠、關海山、黃曼凝、嚴秋華、江 毅                                        | 網頁 （页面存档备份，存于）                               | 羅卡        | 邱家雄        | 主題曲及插曲「我願一生孤獨過」由葉振棠主唱，編導潘嘉德等                                                                         |
| 2月1日   | 20   | 孤城客             | 周潤發、莊靜而、歐陽佩珊、關 聰、劉江、雪 梨、林偉健、郭 峰、朱鐵和、黎少芳                                         | 網頁 （页面存档备份，存于）                               | 吳昊        | 伍潤泉        | 馮偉林 |
| 2月22日  | 20   | 男子漢             | 李青山、呂良偉、馮淬帆、余綺霞、葉德嫻、林建明、李樹佳、連偉健、程可為、李家鼎                                      | 網頁 （页面存档备份，存于）                               | 陳翹英      | 李沛權        | 「男子漢」李龍基 |
| 3月1日   | 15   | 將軍抽車           | 黃錦燊、林嘉華、黃淑儀、任達華、廖偉雄、秦 沛、雪 梨、鄭則仕、關海山、秦 煌                                         | 網頁 （页面存档备份，存于）                               | 陳翹英      | 李瑜          | 「將軍抽車」譚詠麟 |
| 3月22日  | 30   | 天龍八部之六脈神劍 | 湯鎮業、黃日華、陳玉蓮、梁家仁、黃杏秀、陳復生、謝 賢、石 修、楊盼盼、林建明、呂有慧、張 雷、劉克宣、甘國衛、劉兆銘 | 網頁 （页面存档备份，存于）                               | 趙志堅      | 蕭笙          | 主題曲「兩忘煙水裏」關正傑、關菊英，插曲「湘女多情」、「付上千萬倍」由關菊英主唱                                                 |
| 3月22日  | 20   | 飛越十八層         | 苗僑偉、戚美珍、馮粹帆、廖啟智、羅 蘭、秦 沛、莊文清、林建明、許紹雄、羅浩楷                                        | 網頁 （页面存档备份，存于）                               | 梁建璋      | 招振強        | 「難為正邪定分界」葉振棠、麥志誠，插曲「當我人去后」葉振棠                                                                       |
| 4月19日  | 20   | 福星高照           | 趙雅芝、 洋、劉 江、歐陽佩珊、林錦堂、周秀蘭、廖偉雄、朱鐵和、余子明、白文彪                                        | 網頁 （页面存档备份，存于）                               | 胡沙        | 鄒世孝        | 鄭少秋 |
| 5月3日   | 25   | 星塵               | 李司棋、鄭裕玲、黃允財、曾慶瑜、葉德嫻、陳欣健、鮑 方、夏 雨、曾 江、秦 煌、梁 珊、李香琴、譚炳文、蘇杏璇           |                                                           | 王晶        | 王天林        | 主題曲「星夜星塵」及插曲「今晚夜」由陳潔靈主唱，播出期間被林黛丈夫控告誹謗，自此開始加上本片純屬虛構，編劇曾淑娟                 |
| 5月17日  | 10   | 假日風情           | 葉德嫻、林嘉華、余綺霞、馮淬帆、李青山、陳秀珠、夏 雨、秦 煌、梁 愛、金燕玲                                         | 網頁 （页面存档备份，存于）                               | 吳昊        | 李沛權        | 主題曲「愛的百合匙」楊小菁 |
| 5月31日  | 10   | 雙面人             | 鄭少秋、趙雅芝、黃允財、劉雅麗、梁 珊、黎少芳、黃愷欣、關 鍵、梅 蘭、陳安瑩                                         | 網頁 （页面存档备份，存于）                               | 譚嬣        | 招振強        | 鄭少秋；編劇賈偉南、岑國榮、陳鈺萍                                                                                               |
| 6月7日   | 65   | 荊途               | 鄭裕玲、呂良偉、陳敏兒、任達華、曾 江、陳嘉儀、王愛明、劉兆銘、羅 蘭、程可為                                        | 網頁 （页面存档备份，存于）                               | 馮志強      | 李添勝        | 羅文 |
| 6月7日   | 20   | 過山車             | 黃日華、戚美珍、戴志偉、陳安瑩、虞天偉、陳敏兒、馮淬帆、秦 沛、何壁堅、劉克宣                                       | 網頁 （页面存档备份，存于）                               | 陳翹英      | 李惠民        | 蔡楓華 |
| 7月4日   | 13   | 活力十一           | 梁朝偉、曾慶瑜、周星馳、廖啟智、吳鎮宇、關禮傑、歐陽震華、林俊賢、區艷蓮、池佩芬                                    |                                                           |             | 李瑜          | |
| 7月5日   | 20   | 天龍八部之虛竹傳奇 | 湯鎮業、黃日華、陳玉蓮、梁家仁、黃杏秀、陳復生、謝 賢、石 修、楊盼盼、林建明、呂有慧、張 雷、劉克宣、甘國衛、劉兆銘 | 網頁 （页面存档备份，存于）                               | 梁建璋      | 蕭笙          | 主題曲「萬水千山縱橫」及插曲「情愛幾多哀」由關正傑主唱                                                                           |
| 8月3日   | 19   | 花艇小英雄         | 董 瑋、莊靜而、劉德華、劉 丹、劉兆銘、李香琴、郭 峰、黃文慧、廖偉雄、莊文清                                         | 網頁 （页面存档备份，存于）                               | 鄧永康      | 邱家雄        | 「花艇小英雄」李龍基 |
| 8月30日  | 20   | 十三太保           | 黃日華、湯鎮業、陳玉蓮、惠天賜、秦 沛、劉兆銘、董 瑋、李琳琳、黃曼凝、周秀蘭                                        | 網頁 （页面存档备份，存于）                               | 趙志堅      | 李鼎倫        | 「十三太保」羅文 劇本張華標、張文峰                                                                                              |
| 9月13日  | 10   | 郎歸晚             | 汪明荃、 洋、李青山、歐陽佩珊、關 鍵、郭 峰、陳國權、上官玉、羅國維、黎少芳                                         | 網頁 （页面存档备份，存于）                               | 陳方        | 王天林        | 主題曲及插曲「相思向誰費」、「少女心」、「人生曲」、「閑愁」由汪明荃主唱                                                         |
| 9月27日  | 20   | 蘇乞兒             | 周潤發、苗僑偉、米 雪、劉德華、石 堅、陳秀珠、劉雅麗、劉兆銘、白文彪、何貴林                                        | 網頁 （页面存档备份，存于）                               | 張華標      | 伍潤泉        | 「忘盡心中情」葉振棠 |
| 9月27日  | 30   | 香城浪子           | 黃日華、湯鎮業、莊靜而、梁朝偉、黃曼凝、林建明、劉兆銘、傅玉蘭、陳安瑩、嚴秋華                                      | 網頁 （页面存档备份，存于）                               | 梁建璋      | 招振強        | 「心債」梅艷芳 |
| 10月25日 | 20   | 愛情安歌 Encore    | 蔡楓華、區瑞強、黃造時、馮淬帆、葉德嫻、秦 沛、關西蒙                                                               | 網頁 （页面存档备份，存于）                               | 吳平        | 李惠民        | 「那天再重聚」區瑞強，插曲「別時」、「一生也無憾」區瑞強、黃造時                                                                 |
| 11月15日 | 9    | 錯結良緣           | 曾 江、鄭裕玲、石 堅、程可為、黃愷欣、秦 煌、羅 蘭、江 毅、黃文慧、李家鼎                                           | 網頁 （页面存档备份，存于）                               | 吳昊        | 伍潤泉        | |
| 11月20日 | 1    |                    | 李司棋、葉德嫻、曾慶瑜                                                                                              | 網頁 （页面存档备份，存于）                               |             | 鄒世孝        | 台慶劇 |
| 11月22日 | 30   | 萬水千山總是情     | 汪明荃、謝 賢、呂良偉、關禮傑、鮑 方、白 茵、李香琴、曾慶瑜、劉 丹、劉 江、關海山、南 紅、曾 江                     | 網頁 （页面存档备份，存于）                               | 譚嬣        | 王天林        | 主題曲及插曲「找到愛情方向」、「百樣愛千重憂」、「伴你過一世」、「面對山青水秀」、「一生幾多情分」、「勇敢的中國人」由汪明荃主唱 |
| 11月29日 | 20   | 癡情劫             | 陳秀珠、石 修、李青山、黃造時、許紹雄、陳欣健、黃愷欣、陳敏兒、張英才、傅玉蘭                                       | 網頁 （页面存档备份，存于）                               | 鄧永康      | 鄒世孝        | 「癡情劫」雷安娜 |
| 12月27日 | 20   | 獵鷹               | 劉德華、陳敏兒、葉德嫻、梁朝偉、劉兆銘、劉 江、秦 沛、曾慶瑜、許紹雄、關菊英                                        | 網頁 （页面存档备份，存于）                               | 陳方        | 李添勝        | 「胸懷大志」馮偉林 |

## 1983年
| 首播     | 集數 | 劇名                 | 主演 | 官網                                                       | 編審                        | 監製   | 備註                                                |
| 1月3日   | 30   | 播音人               | 周潤發、趙雅芝、苗僑偉、徐淑芳、南 紅、關海山、曾 江、馮淬帆、藍 天、江 毅 | 網頁 （页面存档备份，存于）                                | 胡沙                        | 邱家雄 | 「愛定你一個」甄 妮                                 |
| 1月24日  | 20   | 十三妹               | 黃杏秀、翁美玲、湯鎮業、任達華、楊盼盼、李琳琳、黎少芳、朱鐵和、盧國雄、陳有后 | 網頁 （页面存档备份，存于）                                | 趙志堅                      | 蕭笙   | 「巾幗英雄」葉麗儀 改編自文康小說兒女英雄傳         |
| 2月14日  | 20   | 奔向太陽             | 李青山、劉德華、符鈺晶、周秀蘭、黃曼凝、李國麟、張英才、林俊賢、張兆輝、周星馳 | 網頁 （页面存档备份，存于）                                | 馮志強                      | 李惠民 |                                                     |
| 2月21日  | 5    | 賴布衣               | 苗僑偉、黃造時、廖啟智、葉夏利、龍天生、黎少芳、曾楚霖、陳有后、羅 蘭、駱 恭 | 網頁 （页面存档备份，存于）                                | 張華標                      | 鄒世孝 |                                                     |
| 2月28日  | 19   | 射鵰英雄傳之鐵血丹心 | 黃日華、翁美玲、苗僑偉、黃造時、楊盼盼、黃允財、謝 賢、李司棋、戴志偉、秦 沛、劉 江 | 網頁 （页面存档备份，存于）                                | 陳翹英 張華標               | 王天林 |                                                     |
| 3月14日  | 5    | 四海一家             | 黃日華、黃造時、陳玉蓮、秦 沛、譚炳文、梁 珊、吳業光、鄧碧雲、關 鍵、蘇杏璇 | 網頁 （页面存档备份，存于）                                | 陳方                        | 霍耀良 |                                                     |
| 3月21日  | 20   | 天降財神             | 周潤發、梁朝偉、陳敏兒、莊靜而、曾 江、馮淬帆、姚 煒、陳嘉儀、田啟文、秦 煌 | 網頁 （页面存档备份，存于）                                | 吳平                        | 鄒世孝 | 「天降財神」譚詠麟                                  |
| 3月28日  | 5    | 再生緣               | 李司棋、馮粹帆、黃曼凝、劉雅麗、南 紅、秦 沛、楊澤霖、艾 威 | 網頁 （页面存档备份，存于）                                | 羅卡                        | 伍潤泉 | 劇本張毅成、李茜                                    |
| 4月2日   | 1    | 自成一格             | 劉德華、梁朝偉、陳百強 |                                                            | 陳翹英                      | 甘國亮 | 週末激光單元劇                                      |
| 4月4日   | 20   | 豹子膽               | 董 瑋、惠天賜、湯鎮業、黃曼凝、任達華、劉紅芳、關禮傑、張兆輝、駿 雄、甘國衛 | 網頁 （页面存档备份，存于）                                | 鄧永康                      | 李鼎倫 | 主題曲「豹子膽」李龍基                              |
| 4月10日  | 1    | 父親大人             | 馮淬帆、何碧笙、程可為 | 網頁 （页面存档备份，存于）                                |                             |        | 新銳劇場                                            |
| 4月17日  | 1    | 捷徑                 | 劉德華、張國強 | 網頁 （页面存档备份，存于）                                | 李茜                        |        | 新銳劇場                                            |
| 4月18日  | 20   | 鴨仔里春光           | 鮑 方、李香琴、廖偉雄、劉敏儀、秦 沛、鄭則仕、呂有慧、陳安瑩、陳嘉儀、林嘉華 | 網頁 （页面存档备份，存于）                                | 譚嬣                        | 李添勝 | 主題曲「愛情靠拼勁」陳潔靈                          |
| 4月24日  | 1    | 無名卒               | 黃允材、劉兆銘 | 網頁 （页面存档备份，存于）                                |                             | 劉天賜 | 新銳劇場                                            |
| 5月1日   | 1    | 經理後生             | 梁朝偉、廖啟智、江毅 | 網頁 （页面存档备份，存于）                                | 梁建璋                      |        | 新銳劇場                                            |
| 5月2日   | 20   | 射鵰英雄傳之東邪西毒 | 黃日華、翁美玲、苗僑偉、楊盼盼、黃允財、劉 丹、曾 江、楊澤霖、秦 煌、黃文慧、關海山 | 網頁 （页面存档备份，存于）                                | 張華標                      | 王天林 |                                                     |
| 5月8日   | 1    | 未嘗不可老天真       | 李司棋、劉兆銘、仙杜拉、李添勝、關菊英 | 網頁 （页面存档备份，存于）                                |                             |        | 新銳劇場                                            |
| 5月15日  | 1    | 血印                 | 任達華、陳秀珠、廖偉雄、何璧堅、譚一清 | 網頁 （页面存档备份，存于）                                |                             |        | 新銳劇場                                            |
| 5月16日  | 20   | 再見十九歲           | 梁朝偉、謝 賢、李司棋、盧敏儀、嚴秋華、龍天生、周星馳、夏 萍、關海山、戴月娥 | 網頁 （页面存档备份，存于）                                | 陳方                        | 李惠民 | 主題曲及插曲「就算早知道」由陳美齡主唱              |
| 5月29日  | 1    | 丈夫出走了           | 劉敏儀、馮淬帆、陳欣健 | 網頁 （页面存档备份，存于）                                |                             |        | 新銳劇場                                            |
| 5月30日  | 20   | 老洞                 | 劉德華、莊靜而、呂良偉、董 瑋、劉兆銘、關 聰、霍潔貞、傅玉蘭、藍 天、朱鐵和 | 網頁 （页面存档备份，存于）                                | 邱梅圓 梁建璋               | 招振強 | 又名 老洞怪譚                                       |
| 6月5日   | 1    | 夕陽塘畔             | 周潤發、湘漪、傅玉蘭 | 網頁 （页面存档备份，存于）                                | 譚嬣                        | 李沛權 | 新銳劇場                                            |
| 6月12日  | 1    | 命運戰士             | 張雷、戚美珍 | 網頁 （页面存档备份，存于）                                |                             |        | 新銳劇場                                            |
| 6月13日  | 20   | 警花出更             | 鄭裕玲、歐陽佩珊、石 修、馮淬帆、廖偉雄、劉兆銘、藍 天、白 茵、郭 峰、程可為 | 網頁 （页面存档备份，存于）                                | 馮志強                      | 邱家雄 | 「交出我的心」梅艷芳                                |
| 6月19日  | 1    | 阿茂揸槍             | 湯鎮業、曾慶瑜、景黛音 | 網頁 （页面存档备份，存于）                                | 吳昊                        |        | 新銳劇場                                            |
| 6月26日  | 1    | 阿蛋與巫婆           | 羅蘭、嚴秋華 | 網頁 （页面存档备份，存于）                                | 梁建璋                      | 劉天賜 | 新銳劇場                                            |
| 6月27日  | 20   | 射鵰英雄傳之華山論劍 | 黃日華、翁美玲、苗僑偉、楊盼盼、劉兆銘、曾慶瑜、楊澤霖、石 堅、劉 丹、秦 煌、劉 江、秦 沛                                                                                                  | 網頁 （页面存档备份，存于）                                | 陳翹英 張華標               | 王天林 |                                                     |
| 7月3日   | 1    | 留種                 | 呂良偉、歐陽珮珊、藍天 | 網頁 （页面存档备份，存于）                                |                             |        | 新銳劇場                                            |
| 7月10日  | 1    | 花街總司令           | 黃杏秀、白茵、劉國誠 | 網頁 （页面存档备份，存于）                                |                             |        | 新銳劇場                                            |
| 7月11日  | 20   | 鬼咁夠運             | 鄭則士、葉德嫻、梁朝偉、周秀蘭、關禮傑、 洋、李香琴、關海山、劉 江、許紹雄 | 網頁 （页面存档备份，存于）                                | 鄧永康                      | 鄒世孝 |                                                     |
| 7月25日  | 10   | 歡樂長安             | 夏 雨、陳秀珠、吳孟達、蘇杏璇、張英才、 洋、駱應鈞、許紹雄、張 雷、陳國權 | 網頁 （页面存档备份，存于）                                | 胡沙                        | 李沛權 |                                                     |
| 8月8日   | 20   | 北斗雙雄             | 梁朝偉、周潤發、歐陽震華、陳秀珠、任達華、周星馳、郭 峰、劉兆銘、姚 煒、陳安瑩 | 網頁 （页面存档备份，存于）                                | 吳昊                        | 李鼎倫 | 「我走我路」張國榮                                  |
| 8月8日   | 20   | 三相逢               | 呂良偉、趙雅芝、董 瑋、鮑 方、劉兆銘、朱鐵和、白 茵、林綺雯、蘇杏璇、羅 蘭 | 網頁 （页面存档备份，存于）                                | 譚嬣                        | 伍潤泉 | 主題曲「何曾幸福過」葉麗儀                          |
| 9月5日   | 19   | 賴布衣妙算玄機       | 苗僑偉、黃造時、莊靜而、廖偉雄、蘇杏璇、譚炳文、龍天生、陳有后、江 毅、秦 煌 | 網頁 （页面存档备份，存于）                                | 張華標                      | 招振強 |                                                     |
| 9月5日   | 10   | 奶奶早晨             | 趙雅芝、黃允財、李香琴、吳夏萍、劉 丹、駱應鈞、梁韻蕊、高妙思、陳復生、陳嘉儀 | 網頁 （页面存档备份，存于）                                | 陳方                        | 李沛權 |                                                     |
| 9月19日  | 20   | 神探霹靂             | 馮粹帆、姚 煒、陳麗斯、劉 江、郭 峰 | 網頁 （页面存档备份，存于）                                | 馮志強                      | 李惠民 | 主題曲 葉振棠                                       |
| 10月3日  | 20   | 勇者福星             | 呂良偉、陳秀珠、惠天賜、鮑 方、曾偉明、夏 雨、劉 丹、關海山、林綺雯、劉紅芳 | 網頁 （页面存档备份，存于）                                | 吳平 陳翹英                 | 邱家雄 | 主題曲「一切待揭盅」李龍基                          |
| 10月17日 | 20   | 冤鬼再見             | 石 修、曾慶瑜、司馬燕、劉 丹、羅 蘭、張英才、曾 江、賈思樂、龍天生、曾楚霖 | 網頁 （页面存档备份，存于）                                | 譚嬣                        | 伍潤泉 | 主題曲「冤鬼再見」彭健新，又名鬼迫人                |
| 10月31日 | 50   | 神鵰俠侶             | 劉德華、陳玉蓮、梁家仁、歐陽佩珊、楊澤霖、呂有慧、張 雷、湯鎮業、曾 江、劉 丹、李龍基、關菊英、陳欣健、萬梓良、許紹雄、羅 蘭、鄺佐輝、甘國衛、龍天生、黃曼凝、劉兆銘、石 堅、秦 煌、任達華 | 網頁 （页面存档备份，存于）                                | 趙志堅 胡沙                 | 蕭笙   |                                                     |
| 11月14日 | 20   | 夾心人               | 鄭少秋、翁美玲、廖偉雄、李國麟、金燕玲、劉 丹、黃錦燊、曾 江、劉兆銘、黃敏儀 | 網頁 （页面存档备份，存于）                                | 岑國榮                      | 李添勝 |                                                     |
| 12月11日 | 24   | 七彩如來神掌         | 洋、歐陽佩珊、戚美珍、景黛音、梁 珊、羅 蘭、余子明、吳孟達、高 雄、俞 明、周吉、譚一清、盧海鵬、譚炳文、羅浩楷                                                                             | 網頁 （页面存档备份，存于）                                | 網頁 （页面存档备份，存于） | 梁家樹 | 主題曲「如來神掌」李龍基，《歡樂今宵》內播映        |
| 12月12日 | 15   | 無冕天使             | 李司棋、石 修、劉 江、馮志豐、周秀蘭、石 堅、高妙思、駱應鈞、羅國維、南 紅 | 網頁 （页面存档备份，存于）                                | 張華標                      | 李惠民 | 主題曲「無冕天使」陳潔靈                            |
| 12月?日  | 2+ 6 | 黑白殭屍             | 周星馳、曾華倩、譚玉瑛、龍炳基 | 網頁i （页面存档备份，存于） 網頁ii （页面存档备份，存于） |                             | 梁日明 | 主題曲「黑白僵屍」呂方，兒童節目《430穿梭機》單元劇 |

## 1984年
| 首播     | 集數 | 劇名             | 主演 | 官網                                                       | 編審          | 監製   | 備註 |
| 1月2日   | 20   | 再版人           | 梁朝偉、劉嘉玲、馮粹帆、陳欣健、歐陽珮珊、任達華、莊文清、嚴秋華、蘇杏璇、吳鎮宇                                                                                         | 網頁 （页面存档备份，存于）                                | 彭濟材 梁建璋 | 招振強 | 主題曲「為何」李龍基 |
| 1月9日   | 18   | 黃金約會         | 趙雅芝、楊盼盼、呂良偉、莊靜而、馮淬帆、黃造時、陳復生、楊澤霖、廖啟智、陳有后                                                                                           | 網頁 （页面存档备份，存于）                                | 鄧永康        | 鄒世孝 | 主題曲「黃金約會」麥潔文 |
| 1月30日  | 5+ 5 | 扭計雙星         | 區瑞強、葉振棠、藍潔瑛、威 利、梁潔華、劉淑儀、余子明、余慕蓮、俞 明、吳孟達                                                                                             | 網頁i （页面存档备份，存于） 網頁ii （页面存档备份，存于） | 彭濟材        | 吳昊   | 主題音樂「愛的幻想」 |
| 2月3日   | 1    | 我要結婚         | 劉 江、梅艷芳、郭 峰、梁鴻華、秦 煌、胡美儀 | 網頁 （页面存档备份，存于）                                | 吳昊          | 吳昊   | |
| 2月6日   | 20   | 決戰玄武門       | 黃日華、翁美玲、苗僑偉、湯鎮業、黃允財、景黛音、惠天賜、劉妙玲、歐陽震華、劉 江、呂有慧、余綺霞                                                                          | 網頁 （页面存档备份，存于）                                | 岑國榮        | 王天林 | 主題曲「夢裏幾番哀」鮑翠薇 |
| 2月13日  | 5    | 愛情一千米       | 黃日華、毛舜筠、關海山、劉兆銘、南 紅、俞 明、郭 峰、李揚道、韋以茵、上官玉                                                                                              | 網頁 （页面存档备份，存于）                                | 彭濟材        | 邱家雄 | |
| 2月20日  | 20   | 老爺大過天       | 黃允財、鮑 方、歐陽珮珊、黃杏秀、南 紅、黃愷欣、嚴秋華、楊澤霖、劉敏儀、劉國誠                                                                                           | 網頁 （页面存档备份，存于）                                |               | 鄒世孝 | 主題曲「他在關心你」關菊英，插曲「愛的竟是我」關菊英                                                                                             |
| 3月5日   | 20   | 天師執位         | 翁美玲、苗僑偉、劉 丹、石 堅、蔣麗萍、陳嘉儀、駿 雄、郭 鋒、黃造時、白文彪                                                                                               | 網頁 （页面存档备份，存于）                                | 吳昊          | 伍潤泉 | 主題曲「誰可改變」譚詠麟 |
| 3月19日  | 5    | 故鄉情           | 石 修、李琳琳、黃杏秀、呂有慧、黃靜儀、陳有后、譚玉瑛、魯振順 | 網頁 （页面存档备份，存于）                                | 譚嬣          | 李惠民 | |
| 3月26日  | 20   | 摩登幹探         | 石 修、黃日華、商天娥、毛舜筠、郭 峰、程可為、關海山、陳麗斯、秦 煌、陳安瑩                                                                                              | 網頁 （页面存档备份，存于）                                | 馮志強        | 邱家雄 | 主題曲「心裏情」馮偉林 |
| 4月2日   | 30   | 笑傲江湖         | 周潤發、戚美珍、董 瑋、陳秀珠、曾 江、劉兆銘、馬宗德、楊澤霖、劉 丹、陳復生                                                                                              | 網頁 （页面存档备份，存于）                                | 羅卡 胡沙     | 李鼎倫 | 「笑傲江湖」葉振棠、葉麗儀 |
| 4月8日   | 16   | 閉門一家親       | 藍 天、湘 漪、夏 萍、馮偉林、威 利、李國麟、毛舜筠、西瓜刨、李揚道、胡美儀                                                                                               | 網頁 （页面存档备份，存于）                                |               | 曾勵珍 | 單元劇 |
| 4月23日  | 20   | 畫出彩虹         | 詹秉熙、張曼玉、劉青雲、藍潔瑛、楊澤霖、呂良偉、秦 沛、石 堅、黃敏儀、劉兆銘                                                                                             | 網頁 （页面存档备份，存于）                                | 彭濟材        | 招振強 | 「畫出彩虹」陳百強 |
| 5月14日  | 20   | 生銹橋王         | 苗僑偉、翁美玲、陶大宇、秦 煌、馮淬帆、李香琴、李揚道、劉兆銘、陳安瑩、吳啟華                                                                                            | 網頁 （页面存档备份，存于）                                | 馮志強        | 邱家雄 | 主題曲「世間情」區瑞強 |
| 5月21日  | 20   | 超越愛情線       | 黃日華、鄭裕玲、藍潔瑛、陳秀珠、黃造時、景黛音、任達華、劉青雲、吳啟華、商天娥                                                                                           | 網頁 （页面存档备份，存于）                                | 岑國榮        | 李惠民 | 主題曲「變幻是緣份」鍾鎮濤 |
| 6月11日  | 20   | 信是有緣         | 陳玉蓮、黃允財、黃造時、湯鎮業、曾 江、黃敏儀、李琳琳、張 雷、秦 沛、鮑 方、上官玉                                                                                       | 網頁 （页面存档备份，存于）                                |               | 鄒世孝 | 主題曲「只要跟著你」甄妮 |
| 6月18日  | 10   | 儂本多情         | 張國榮、商天娥、關菊英、劉兆銘、周秀蘭、吳君如、梁潔華、李國麟、吳家麗、胡美儀                                                                                           | 網頁 （页面存档备份，存于）                                |               | 吳昊   | 香港淪陷為背景 「儂本多情」由張國榮主唱 |
| 7月2日   | 10   | 為人師表         | 任達華、莊靜而、王書麒、馮粹帆、蘇杏璇、黃曼梨、許紹雄、關菊英、關海山、羅國維                                                                                           | 網頁 （页面存档备份，存于）                                | 梁建璋        | 邱家雄 | 主題曲「青春的烙印」蔣麗萍 |
| 7月9日   | 40   | 鹿鼎記           | 梁朝偉、劉德華、劉嘉玲、毛舜筠、吳君如、商天娥、黃愷欣、周秀蘭、景黛音、曾 江、秦 煌、劉兆銘、關海山、劉 丹、呂有慧、白 茵、陳嘉儀、藍 天、許紹雄、張英才、李國麟、江 毅 | 網頁 （页面存档备份，存于）                                | 譚嬣 鄧永康   | 李添勝 | 主題曲「始終會行運」張國榮 |
| 7月23日  | 20   | 五虎將           | 苗僑偉、湯鎮業、陳麗斯、楊盼盼、吳孟達、廖偉雄、蘇杏璇、吳家麗、朱小寶、羅國維                                                                                           | 網頁 （页面存档备份，存于）                                | 張華標        | 王天林 | 主題曲「飛躍舞台」及插曲「他令我改變」梅艷芳 |
| 8月30日  | 20   | 秋瑾             | 汪明荃、謝 賢、任達華、劉 江、楊澤霖、梁潔華、歐陽震華、張英才、蘇杏璇、郭 峰                                                                                            | 網頁 （页面存档备份，存于）                                | 胡沙          | 蕭笙   | 主題曲「秋風秋雨」及插曲「無愧少年時」、「劍舞」汪明荃                                                                                           |
| 9月3日   | 20   | 魔域桃源         | 劉德華、趙雅芝、吳啟華、黃允財、周秀蘭、劉淑儀、呂有慧、楊澤霖、石 堅、朱鐵和                                                                                            | 網頁 （页面存档备份，存于）                                | 張華標        | 李惠民 | 「魔域桃源」羅 文 |
| 9月3日   | 12   | 武林聖火令       | 惠天賜、趙雅芝、戚美珍、董 瑋、夏 雨、關菊英、余綺霞、李琳琳、譚炳文、廖啟智                                                                                             | 網頁 （页面存档备份，存于）                                |               | 梁家樹 | 主題曲「永不說不」彭健新、鐘鎮濤，《歡樂今宵》內播映                                                                                             |
| 9月17日  | 20   | 家有嬌妻         | 梁朝偉、藍潔瑛、鄭裕玲、呂良偉、吳家麗、李香琴、白 茵、張英才、關海山、黃曼梨                                                                                            | 網頁 （页面存档备份，存于）                                | 岑國榮        | 伍潤泉 | 主題曲「愛的短箭」及插曲「情苦惱」張德蘭 |
| 10月1日  | 5    | 青鋒劍影         | 苗僑偉、莊靜而、劉嘉玲、楊盼盼、郭 峰、劉兆銘、劉 丹、嚴秋華、吳孟達、馬慶生                                                                                             | 網頁 （页面存档备份，存于）                                | 鄧偉雄        | 李鼎倫 | 主題曲「劍影淚痕」麥潔文，改編自古龍小說《英雄無淚》                                                                                             |
| 10月8日  | 5    | 碧血洗銀槍       | 陶大宇、陳復生、黃曼凝、梁潔華、虞天偉、談泉慶、白 茵、朱鐵和、陳立品、駿 雄                                                                                             | 網頁 （页面存档备份，存于）                                | 陳翹英        | 李鼎倫 | 古龍原著 |
| 10月15日 | 20   | 寶芝林           | 劉德華、藍潔瑛、湯鎮業、劉 江、廖偉雄、高妙思、朱鐵和、李國麟、楊澤霖、虞天偉                                                                                            | 網頁 （页面存档备份，存于）                                | 胡沙          | 邱家雄 | |
| 10月15日 | 10   | 朝九晚五俏佳人   | 李司棋、高妙思、黃允財、黃愷欣、馮淬帆、胡美儀、劉妙玲、池佩芬、戴志偉、關海山                                                                                           | 網頁 （页面存档备份，存于）                                | 陳方          | 鄒世孝 | 主題曲「吃不消」雷安娜 |
| 10月24日 | 13   |                  | 盧海鵬、黃日華、劉 丹、劉嘉玲、廖偉雄、陳國權、趙雅芝、鄭裕玲、戚美珍、何守信                                                                                            | 網頁 （页面存档备份，存于）                                |               |        | 主題曲「包青天」張明敏，《歡樂今宵》內播映 |
| 10月29日 | 40   | 新紮師兄         | 梁朝偉、張曼玉、劉嘉玲、劉青雲、呂 方、戴志偉、關禮傑、羅 蘭、劉兆銘、許紹雄、潘宏彬、吳孟達                                                                             | 網頁 （页面存档备份，存于）                                | 彭濟材        | 招振強 | 「伴我啟航」(小虎隊) |
| 11月12日 | 40   | 楚留香之蝙蝠傳奇 | 苗僑偉、翁美玲、任達華、黃允財、周秀蘭、楊盼盼、惠天賜、劉妙玲、陳榮基、龔慈恩                                                                                           | 網頁 （页面存档备份，存于）                                | 鄧永康        | 蕭笙   | 「笑踏河山」羅 文 |
| 11月17日 | 1    | 廣東鐵橋三       | 廖啟智、邱建國、陳榮基、楊澤霖、鮑 方、黃曼凝 | 網頁 （页面存档备份，存于）                                |               | 蕭笙   | 主題曲「情濃恨更濃」、「覓知音」張德蘭，與廣東電視台合作                                                                                         |
| 11月18日 | 1    | 我對青春無悔     | 梁朝偉、曾慶瑜 | 網頁 （页面存档备份，存于）                                |               | 吳昊   | 城市小品 |
| 11月25日 | 1    | 再見開麥拉       | 廖偉雄、藍潔瑛 | 網頁 （页面存档备份，存于）                                |               | 吳昊   | 城市小品 |
| 12月2日  | 1    | 神探亞福         | 馮偉林、呂良偉、張曼玉 | 網頁 （页面存档备份，存于）                                |               | 吳昊   | 城市小品 |
| 12月9日  | 1    | 圍裙丈夫         | 秦 沛、吳家麗 | 網頁 （页面存档备份，存于）                                |               | 吳昊   | 城市小品 |
| 12月16日 | 1    | 少婦情懷總是痴   | 林建明、曾 江 | 網頁 （页面存档备份，存于）                                |               | 吳昊   | 城市小品 |
| 12月24日 | 20   | 香江花月夜       | 梅艷芳、苗僑偉、景黛音、蔣麗萍、湯鎮業、劉兆銘、曾 江、吳君如、梁 珊、李國麟                                                                                             | 網頁 （页面存档备份，存于）                                | 譚嬣          | 王天林 | 主題曲「歌衫淚影」及插曲「紗籠女郎」、「一點相思」、「舊歡如夢」、「覓愛重重」、「多少柔情」由梅艷芳主唱，「堤岸情歌」景黛音，「小丑人生」蔣麗萍 |

## 1985年
| 首播     | 集數 | 劇名         | 主演 | 官網                        | 編審          | 監製                                                           | 備註                                                                             |
| 1月6日   | 13   | 閉門一家親II | 藍 天、湘 漪、夏 萍、馮偉林、威 利、李國麟、毛舜筠、西瓜刨、李揚道、胡美儀 | 網頁 （页面存档备份，存于） |               | 曾勵珍                                                         | 單元劇                                                                           |
| 1月7日   | 25   | 呂四娘       | 鄭裕玲、任達華、呂良偉、惠天賜、莊靜而、關海山、郭 鋒、鮑 方、夏 萍、李琳琳 | 網頁 （页面存档备份，存于） | 馮志強        | 李添勝                                                         | 「願死也為情」葉蒨文                                                             |
| 1月19日  | 21   | 夜驚魂       | 呂良偉、周秀蘭、余綺霞、劉 丹、劉兆銘、劉嘉玲、劉 江、吳孟達、吳家麗、吳麗珠 | 網頁 （页面存档备份，存于） |               | 賀志良 黎致明 鄭月明 林嘉穎 黃嘉慧 何小慧 丘亞葵 陳月貞 黃亞華 | 單元劇                                                                           |
| 1月21日  | 20   | 江湖浪子     | 黃日華、劉嘉玲、莊靜而、黃曼凝、楊盼盼、劉兆銘、秦 沛、郭 鋒、陳嘉儀、甘國衛 | 網頁 （页面存档备份，存于） | 鄧永康        | 李鼎倫                                                         | 主題曲「難忘的你」及插曲「偏偏惹恨愛」由麥潔文主唱                               |
| 2月11日  | 15   | 錯體姻緣     | 曾 江、呂良偉、李司棋、劉嘉玲、吳君如、吳鎮宇、毛舜筠、劉敏儀、秦 沛、胡美儀 | 網頁 （页面存档备份，存于） | 譚嬣          | 鄒世孝                                                         |                                                                                  |
| 2月18日  | 5    | 遊龍戲鳳     | 廖偉雄、周秀蘭、任達華、吳孟達、許紹雄、陳國權、蘇杏璇、黎少芳、龍天生、羅國維 |                             |               | 李添勝                                                         |                                                                                  |
| 2月25日  | 20   | 鼓舞         | 劉德華、毛舜筠、嚴秋華、王敏明、李揚道、陳嘉賢、戴志偉、陳嘉儀、關菊英、張 雷 | 網頁 （页面存档备份，存于） | 邱梅圓        | 伍潤泉                                                         | 主題曲「勁舞者」陳潔靈                                                           |
| 3月4日   | 20   | 武林世家     | 張國榮、張曼玉、謝 賢、楊澤霖、劉 江、歐陽震華、關禮傑、黃造時、李國麟、呂有慧 | 網頁 （页面存档备份，存于） | 岑國榮        | 李鼎倫                                                         |                                                                                  |
| 3月25日  | 20   | 碧血劍       | 黃日華、莊靜而、苗僑偉、毛舜筠、曾慶瑜、吳啟華、陳秀珠、高妙思、商天娥、陳復生 | 網頁 （页面存档备份，存于） | 胡沙          | 李惠民                                                         |                                                                                  |
| 4月1日   | 20   | 好女當差     | 陳玉蓮、呂良偉、湯鎮業、曾 江、高妙思、廖啟智、吳啟華、白 茵、駱應鈞、曾偉明 | 網頁 （页面存档备份，存于） | 張華標        | 王天林                                                         | 主題曲「頂天立地」及插曲「在這一刻裡」由鮑翠薇主唱                               |
| 4月14日  | 13   | 我愛伊人     | 劉 丹、劉嘉玲、李香琴、關菊英、吳啟華、黃一飛 | 網頁 （页面存档备份，存于） | 鄧永康        | 李添勝                                                         |                                                                                  |
| 4月22日  | 40   | 挑戰         | 梁朝偉、翁美玲、呂良偉、陳敏兒、歐陽珮珊、劉 丹、秦 煌、李國麟、吳君如、夏 雨、關海山、秦 沛 | 網頁 （页面存档备份，存于） | 馮志強        | 邱家雄                                                         | 播映期間翁美玲逝世                                                               |
| 4月29日  | 20   | 薛仁貴征東   | 萬梓良、鄧萃雯、吳家麗、秦 沛、陶大宇、劉兆銘、秦 煌、譚炳文、廖啟智、譚一清 | 網頁 （页面存档备份，存于） | 鄧永康        | 蕭顯輝                                                         | 主題曲「兩地情」及插曲「情心深處」由鮑翠薇主唱                                   |
| 5月10日  | 13   | 妙人妙事     | 苗僑偉、何美婷、林立三、徐婉薇、駱應鈞、吳君如、容惠雯、梁潔華、黃一飛、陳國權 | 網頁 （页面存档备份，存于） | 吳昊          | 曾勵珍                                                         | 編導徐遇安                                                                       |
| 5月27日  | 30   | 大香港       | 周潤發、關禮傑、龔慈恩、呂 方、劉青雲、陳安瑩、潘宏彬、高妙思、曾 江、戴志偉 | 網頁 （页面存档备份，存于） | 陳方          | 招振強                                                         |                                                                                  |
| 6月17日  | 20   | 光怪陸離     | 馮淬帆、呂有慧、黃允財、韓馬利、黎漢持、楊澤霖、黃造時、蘇杏璇、鮑 方 | 網頁 （页面存档备份，存于） |               | 鄒世孝                                                         | 主題曲「褪色的愛」及插曲「心中仍要講愛你」關正傑，分四個單元:外慕,尋夫,喪心,圈套 |
| 7月8日   | 20   | 種計         | 鄭裕玲、任達華、蔡楓華、歐陽珮珊、劉青雲、張英才、仙杜拉、司馬燕、白 茵、夏 雨 | 網頁 （页面存档备份，存于） | 吳昊 李茜     | 梁材遠                                                         | 主題曲「愛情賭注」甄妮                                                           |
| 7月15日  | 10   | 中四丁班     | 吳啟華、陳敏兒、王書麒、羅明珠、張衛健、唐麗球、戴蘊慧、蘇杏璇、馮偉林 | 網頁 （页面存档备份，存于） | 岑國榮        | 梁材遠                                                         | 「中四丁班」羅明珠                                                               |
| 7月21日  | 13   | 同居房客     | 黎小田、薰 妮、彭健新、吳家麗、談泉慶、鮑翠薇 | 網頁 （页面存档备份，存于） | 邵麗瓊 蔡業鳴 | 曾勵珍                                                         | 單元劇 由歌星演出                                                                |
| 7月29日  | 20   | 後生可畏     | 黃日華、湯鎮業、劉嘉玲、吳君如、關菊英、張英才、梁 珊、顧美華、吳夏萍、藍 天 | 網頁 （页面存档备份，存于） | 彭濟材        | 伍潤泉                                                         |                                                                                  |
| 8月5日   | 30   | 楚河漢界     | 石 修、吳啟華、陳玉蓮、商天娥、翁美玲、惠天賜、黎漢持、劉 江、秦 沛、劉兆銘 | 網頁 （页面存档备份，存于） | 岑國榮        | 李鼎倫                                                         |                                                                                  |
| 9月2日   | 20   | 大廈         | 苗僑偉、龔慈恩、陳敏兒、歐陽珮珊、曾 江、韓馬利、陳庭威、陳嘉賢、劉 江、黃宗賜 | 網頁 （页面存档备份，存于） | 陳方          | 鄒世孝                                                         | 「心裡那點真」梅艷芳                                                             |
| 9月16日  | 20   | 拆擋拍檔     | 關禮傑、張曼玉、莊靜而、秦 沛、郭 峰、陶大宇、劉兆銘、張英才、區偉麟、徐長櫻 | 網頁 （页面存档备份，存于） | 馮志強        | 劉仕裕                                                         | 「拆擋拍擋」彭健新，原名橋王之王                                                 |
| 9月30日  | 20   | 皇上保重     | 劉德華、劉嘉玲、邵美琪、劉青雲、秦 沛、劉兆銘、夏 雨、李國麟、潘宏彬、楊澤霖 | 網頁 （页面存档备份，存于） | 譚嬣          | 邱家雄                                                         |                                                                                  |
| 10月14日 | 40   | 雪山飛狐     | 呂良偉、周秀蘭、景黛音、黃允財、謝 賢、陳秀珠、曾 江、戚美珍、曾華倩、趙雅芝、秦 煌、楊澤霖、陳嘉儀、龍天生、許紹雄                                                                                       | 網頁 （页面存档备份，存于） | 譚嬣          | 王天林                                                         | 又名雪山狐俠傳                                                                   |
| 10月21日 | 6    | 楊家將       | 劉德華、黃日華、周潤發、苗僑偉、 梁朝偉、吳鎮宇、夏 雨、湯鎮業、 萬梓良、吳孟達、曾 江、陶大宇、 秦 沛、張曼玉、劉嘉玲、汪明荃、 鄭裕玲、趙雅芝、戚美珍、周海媚、 曾華倩、毛舜筠、楊盼盼、龔慈恩、 商天娥 | 網頁 （页面存档备份，存于） | 彭濟材        | 李添勝                                                         | 無線十八週年台慶劇                                                               |
| 10月28日 | 40   | 新紮師兄續集 | 梁朝偉、劉嘉玲、周潤發、曾華倩、任達華、戚美珍、陳庭威、梁 珊、劉兆銘、羅 蘭、蘇杏璇、許紹雄 | 網頁 （页面存档备份，存于） | 韋家輝        | 招振強                                                         | 又名《新紮師兄2》、《新紮師兄1985》                                              |
| 11月2日  | 1    | 晚情         | 呂良偉、關海山 | 網頁 （页面存档备份，存于） | 彭濟材        | 李添勝                                                         | 都市風情                                                                         |
| 11月9日  | 1    | 牽牛花       | 容惠雯、關禮傑、余綺霞、劉青雲 | 網頁 （页面存档备份，存于） | 彭濟材        | 李添勝                                                         | 都市風情                                                                         |
| 11月16日 | 1    | 偶然         | 王書麒、陳美玲 | 網頁 （页面存档备份，存于） | 彭濟材        | 李添勝                                                         | 都市風情                                                                         |
| 11月23日 | 1    | 再見家園     | 戴志偉、陳庭威、陳敏兒 | 網頁 （页面存档备份，存于） | 彭濟材        | 李添勝                                                         | 都市風情                                                                         |
| 12月9日  | 25   | 六指琴魔     | 關海山、石 修、藍潔瑛、吳啟華、鄧萃雯、王書麒、張 雷、秦 沛、周秀蘭、吳鎮宇 | 網頁 （页面存档备份，存于） | 張華標        | 伍潤泉                                                         | 主題曲「大步上青雲」關正傑及插曲「柔情似水」關正傑，改編自倪匡小說               |
| 12月23日 | 20   | 開心女鬼     | 鄭裕玲、呂有慧、呂良偉、鄧萃雯、王書麒、張衛健、劉兆銘、邵美琪、黎美嫻、黃愷欣 | 網頁 （页面存档备份，存于） | 邵麗瓊        | 梁材遠                                                         |                                                                                  |
| ?月?日   | 25   | 鍾無艷       | 鄭裕玲、陳秀珠、李龍基、盧海鵬、譚炳文、湯鎮業、夏 雨、李香琴、張 雷、駱應鈞 | 網頁 （页面存档备份，存于） |               | 梁家樹                                                         | 同年拍攝金裝鍾無艷                                                               |
| ?月?日   | 34   | 觀世音       | 趙雅芝、任達華、劉 丹、戴志偉、吳君如、廖安麗、朱小寶、莊文清、朱鐵和、龍天生 | 網頁 （页面存档备份，存于） |               | 梁家樹                                                         | 「普渡眾生」：陳秀雯，又名《轉世公主》                                           |

## 1986年
| 首播       | 集數 | 劇名             | 主演 | 官網                        | 編審                        | 監製          | 備註 |
| 1月4日     | 1    | 綠咭何價         | 何翠媚、劉曉佩、周 枝、張華慶、施國耀、朱海倫、朱瑞棠、林 峰、羅慕慈                                                          | 網頁 （页面存档备份，存于） |                             | 黃孝廉        | 無綫電視首部實況戲劇，美國實境拍攝                                                                                   |
| 1月5日     | 3    | 聖劍天嬌         | 劉德華、莊靜而、張衛健、李琳琳、湘 漪、曾 江、蘇杏璇、甘國衛、商天娥、劉 江                                                   | 網頁 （页面存档备份，存于） | 張華標                      | 李鼎倫        | |
| 1月13日    | 20   | 遁甲奇兵         | 黃日華、鄧萃雯、商天娥、羅 蘭、黎漢持、許紹雄、呂有慧、廖啟智、駱應鈞、胡美儀                                                 | 網頁 （页面存档备份，存于） | 張華標                      | 李惠民        | 主題曲「奇門遁甲」夏韶聲，插曲「再不要問」夏韶聲、鄧麗盈                                                             |
| 1月20日    | 20   | 銀色旅途         | 劉青雲、劉美娟、陳庭威、邵美琪、龔慈恩、吳鎮宇、吳孟達、劉兆銘、南 紅、嚴秋華                                                 | 網頁 （页面存档备份，存于） | 李茜                        | 鄒世孝        | 主題曲「友情」蔡國權                                                                                                 |
| 1月25日    | 13   | 執位夫妻         | 鄭裕玲、黎美嫻、曾 江、戴志衛、韓馬利、白 茵、劉兆銘、鮑 方、黃一飛、許建邦                                                   | 網頁 （页面存档备份，存于） | 彭濟材                      | 李添勝        | |
| 2月10日    | 5    | 愛情全盒         | 吳啟華、藍潔瑛、曾 江、韓馬利、胡美儀、李琳琳、羅國維、李揚道、白 茵、黃一飛                                                  | 網頁 （页面存档备份，存于） | 胡沙                        | 劉仕裕        | |
| 2月17日    | 20   | 薛丁山征西       | 黃日華、陳敏兒、龔慈恩、夏 雨、黎漢持、劉兆銘、吳鎮宇、高妙思、楊盼盼、李國麟                                                 | 網頁 （页面存档备份，存于） | 鄧永康                      | 蕭顯輝        | 主題曲「成敗不必理會」葉麗儀                                                                                         |
| 2月17日    | 20   | 狄青             | 苗僑偉、黎美嫻、謝 寧、曾 江、戴志衛、夏 雨、陶大宇、吳家麗、關海山、楊澤霖                                                   | 網頁 （页面存档备份，存于） | 馮志強                      | 劉仕裕        | 主題曲「迷離」葉倩文                                                                                                 |
| 3月3日     | 27   | 寶蓮燈           | 汪明荃、任達華、楊盼盼、余綺霞、盧海鵬、秦 沛、譚炳文、鄭君熾                                                                 | 網頁 （页面存档备份，存于） |                             | 梁家樹 甘志輝 | 主題曲「不滅的光」汪明荃，《歡樂今宵》內播映                                                                         |
| 3月17日    | 20   | 神勇CID          | 張兆輝、狄波拉、陳敏兒、何美婷、李國麟、戴志偉、曾 江、韓馬利、唐麗球、胡美儀                                                 | 網頁 （页面存档备份，存于） | 馮志強                      | 伍潤泉        | 又名《威龍猛探》 |
| 3月17日    | 40   | 陸小鳳之鳳舞九天 | 萬梓良、陳秀珠、黃允材、景黛音、惠天賜、容惠雯、吳家麗、梁潔華、劉 江、陳嘉儀                                                 | 網頁 （页面存档备份，存于） | 司徒錦源                    | 蕭笙          | 主題曲「留下我美夢」甄妮，插曲「風裡不回顧」「寂寞不忍放開」「往事如煙」「雲上創前路」甄妮，「鹧鸪天」劉江，古龍小說 |
| 4月14日    | 20   | 賊公阿牛         | 黃日華、莊靜而、黎美嫻、廖啟智、劉 丹、楊澤霖、蘇杏璇、江 毅、高妙思、甘國衛                                                  | 網頁 （页面存档备份，存于） | 曾淑娟                      | 李惠民        | 又名《山賊阿牛》 |
| 5月12日    | 20   | 林沖             | 高 雄、湯鎮業、陳敏兒、戚美珍、劉 江、秦 煌、關禮傑、甘國衛、許紹雄、陳安瑩                                                   | 網頁 （页面存档备份，存于） | 譚嬣                        | 王天林        | 主題曲「風雪前塵」溫兆倫，插曲「萬里行」溫兆倫，編導杜琪峯、陳木勝、范秀明、黃錦鈿                                   |
| 5月12日    | 30   | 流氓大亨         | 萬梓良、鄭裕玲、關海山、劉嘉玲、吳啟華、周海媚、王書麒、張 雷、劉兆銘、南 紅                                                  | 網頁 （页面存档备份，存于） | 韋家輝                      | 邱家雄        | |
| 6月9日     | 20   | 真命天子         | 劉德華、藍潔瑛、廖啟智、周海媚、歐陽佩珊、謝 賢、鮑翠薇、劉 丹、李香琴、關海山                                                | 網頁 （页面存档备份，存于） | 岑國榮                      | 李鼎倫        | 主題曲「編織美夢」鍾鎮濤                                                                                             |
| 6月9日     | 3    | 屈原             | 鄭少秋、汪明荃、石 修、劉 丹、莊靜而、余子明、譚炳文                                                                          | 網頁 （页面存档备份，存于） | 何麗全                      | 甘志輝        | 主題曲「昂首向天唱」鄭少秋，《歡樂今宵》內播映                                                                       |
| 6月23日    | 20   | 小島風雲         | 陳玉蓮、呂良偉、周海媚、曾 江、王書麒、唐麗球、陳庭威、楊澤霖、胡美儀、朱鐵和                                                 | 網頁 （页面存档备份，存于） | 張華標                      | 李鼎倫        | 主題曲「小島風雲」鄺美雲，插曲「醉」鄺美雲                                                                           |
| 7月7日     | 20   | 孖寶太子         | 任達華、鄺美雲、曾華倩、邵美琪、朱鐵和、廖啟智、吳孟達、廖安麗、吳家麗、陳麗斯                                                | 網頁 （页面存档备份，存于） | 李茜                        | 梁材遠        | 主題曲「清風」張學友                                                                                                 |
| 7月14日    | 433  | 城市故事         | 溫兆倫、曾近榮、丁 茵、陳雅倫、何美婷、劉淑華、譚炳文、羅嘉良、梁思浩、郭晉安、唐麗球、關秀媚、何偉龍、彭健新、吳茜薇、陳麗斯 | 網頁 （页面存档备份，存于） | 岑國榮 韋家輝 余詠珊 鄧特希 | 梁材遠        | 處境劇，1986年－1988年                                                                                               |
| 7月21日    | 50   | 神劍魔刀         | 歐瑞偉、吳茜薇、蔡嘉莉、黃允材、容惠雯、劉碧儀、呂有慧、黎漢持、曾 江、李龍基                                                 | 網頁 （页面存档备份，存于） | 鄧永康                      | 蕭笙          | 主題曲「黑白難辨」張德蘭，插曲「風雨人生」「萬語千言」張德蘭，改編自臥龍生小說天劍絕刀                               |
| 8月4日     | 10   | 高材生           | 王書麒、劉玉婷、莫鎮賢、徐婉薇、許紹雄、韓馬利、李香琴、秦 煌、蘇永康、胡渭康                                                 | 網頁 （页面存档备份，存于） | 邵麗瓊                      | 蕭顯輝        | 主題曲「輸得起」溫兆倫                                                                                               |
| 8月25日    | 20   | 赤腳紳士         | 呂 方、周海媚、詹秉熙、劉青雲、周秀蘭、劉美娟、高妙思、梁鴻華、劉兆銘、黎漢持                                                 | 網頁 （页面存档备份，存于） | 韋家輝                      | 伍潤泉        | 主題曲「君心知我心」呂方                                                                                             |
| 9月15日    | 18   | 黃大仙           | 鄭少秋、謝 賢、歐陽珮珊、鄧萃雯、黎美嫻、陳秀珠、莊靜而、毛舜筠、韓馬利、張英才                                               | 網頁 （页面存档备份，存于） | 何麗全                      | 甘志輝        | 又名《雨神黃大仙》，編導陳木勝                                                                                       |
| 10月6日    | 60   | 黃金十年         | 張兆輝、劉嘉玲、戚美珍、石 修、杜德偉、張衛健、狄波拉、關禮傑、商天娥、林建明                                                 | 網頁 （页面存档备份，存于） | 曾淑娟                      | 梁家樹        | 又名《望族》 |
| 10月13日   | 15   | 英雄故事         | 萬梓良、黎美嫻、藍潔瑛、劉敏儀、王書麒、謝 賢、廖啟智、劉美娟、劉敏儀、胡美儀                                                 | 網頁 （页面存档备份，存于） | 邵麗瓊                      | 劉仕裕        | |
| 10月26日   | 1    | 誰來愛我們       | 黃耀輝、楊美儀 | 網頁 （页面存档备份，存于） |                             |               | 實況劇 |
| 11月2日    | 1    | 影               | 鄭裕玲、任達華、區岳、梁葆貞、陳嘉儀                                                                                          | 網頁 （页面存档备份，存于） | 彭濟材                      | 李添勝        | 台慶單元劇 |
| 11月9日    | 1    | 阿英             | 許素瑩、賈思樂 | 網頁 （页面存档备份，存于） | 彭濟材                      | 李添勝        | 台慶單元劇 |
| 11月16日   | 1    | 哥哥的女友       | 周星馳、唐麗球 | 網頁 （页面存档备份，存于） | 彭濟材                      | 李添勝        | 台慶單元劇 |
| 11月3日    | 40   | 倚天屠龍記       | 梁朝偉、黎美嫻、鄧萃雯、邵美琪、任達華、鄭裕玲、曾 江、鮑 方、黃允材、黎漢持、戴志衛、吳茜薇                                  | 網頁 （页面存档备份，存于） | 譚嬣                        | 王天林        | 金庸小說 |
| 12月29日   | 20   | 鑽石王老五       | 吳啟華、毛舜筠、藍潔瑛、劉美娟、謝 寧、李國麟、吳鎮宇、商天娥、郭 峰、夏 萍                                                   | 網頁 （页面存档备份，存于） | 李茜                        | 曾勵珍        | 主題曲「癡心眼內藏」陳百強                                                                                           |
| 12月31日   | 20   | 達摩             | 呂良偉、陳秀雯、毛舜筠、歐瑞偉、劉兆銘、黎漢持、楊澤霖、吳鎮宇、劉淑儀、白文彪                                                | 網頁 （页面存档备份，存于） | 馮志強                      | 李惠民        | 主題曲「達摩」張明敏，又名《達摩傳》                                                                                 |
| 海外錄影帶 | 20   | 薛剛反唐         | 劉青雲、劉美娟、關禮傑、吳鎮宇、呂有慧、張英才、李琳琳、萬梓良、秦 煌                                                         | 網頁 （页面存档备份，存于） | 胡沙                        | 蕭顯輝        | 於1986年4月14日海外發行，主題曲「成敗也不問」羅文                                                                    |

## 1987年
| 首播       | 集數 | 劇名         | 主演 | 官網 | 編審               | 監製   | 備註                                                         |
| 1月11日    | 1    | 過埠新郎     | 方平、張志堅、黃成想 | 網頁 （页面存档备份，存于） |                    | 鄒世孝 | 實況劇                                                       |
| 1月20日    | 7    | 快活良緣     | 歐陽珮珊、劉 丹、林立三、司馬燕、梁潔華、吳家麗、羅國維、何貴林、吳業光、梁葆貞                                                                                      | 網頁 （页面存档备份，存于） | 譚嬣 陳靜儀        | 曾勵珍 |                                                              |
| 1月26日    | 20   | 工字打出頭   | 黃日華、劉美娟、鄧浩光、吳孟達、羅 蘭、黃宗賜、梁鴻華、梁潔華、徐婉薇、譚炳文                                                                                        | 網頁 （页面存档备份，存于） | 蔡業鳴             | 蕭顯輝 |                                                              |
| 2月9日     | 20   | 靜待黎明     | 歐陽珮珊、陳敏兒、高 雄、劉青雲、曾華倩、劉淑儀、楊澤霖、廖偉雄、劉 江、柳影虹                                                                                       | 網頁 （页面存档备份，存于） | 黃翠華             | 劉家豪 | 編導李力持，主題曲「靜待黎明」關菊英                         |
| 2月23日    | 10   | 吾妻十三點   | 鄭裕玲、林立三、余綺霞、馮偉林、吳家麗、何貴林、李家鼎、陳有后 | 網頁 （页面存档备份，存于） | 陳麗華 關展博      | 潘嘉德 | 編導李沛權、蒋家骏                                           |
| 3月7日     | 1    | 戲假情真     | 岳華、陳麗斯、麥麗紅、吳家麗 | 網頁 （页面存档备份，存于） |                    |        | 週末小品                                                     |
| 3月9日     | 389  | 季節         | 朱瑞棠、鄧碧雲、郭 鋒、陳秀珠、商天娥、顏國樑、林建明、盧海鵬、盧宛茵、羅嘉良、麥麗紅、姚正菁、譚炳文、莊文清、李家聲、陳立品、戚美珍、岳 華、李麗蕊、梁朝偉、陳雅倫 | 網頁 （页面存档备份，存于） | 黃國輝 陳靜儀 陳方 | 甘志輝 |                                                              |
| 3月9日     | 60   | 大運河       | 梁朝偉、陳玉蓮、黃日華、劉青雲、曾華倩、吳啟華、陳秀珠、王綺琴、鄭艷鳳、歐瑞偉                                                                                       | 網頁 （页面存档备份，存于） | 陳麗華             | 劉仕裕 | 分風塵三俠、瓦崗英雄、逐鹿中原三部分                         |
| 3月9日     | 27   | 男兒本色     | 林俊賢、陳敏兒、黎 明、謝 寧、蘇永康、蔡嘉利、高 雄、林建明、吳孟達、程思俊                                                                                          | 網頁 （页面存档备份，存于） | 邵麗瓊             | 李添勝 | 主題曲「錯在情多」文佩玲，編劇司徒錦源、徐嘉倩               |
| 3月12日    | 4    | 傳呼機       | 黎海珊、黃秋生、劉錫賢、陳雪兒 | 網頁 （页面存档备份，存于） |                    |        | 實況劇                                                       |
| 3月14日    | 1    | 死結         | 容惠雯、高雄、李成昌、光毅、關菁 | 網頁 （页面存档备份，存于） |                    |        | 週末小品                                                     |
| 3月21日    | 1    | 母與子       | 黎明、柳影虹、林帆、許紹雄 | 網頁 （页面存档备份，存于） | 譚嬣               | 王天林 | 週末小品                                                     |
| 3月28日    | 1    | 男人四十     | 曾江、吳茜薇、李琳琳、胡渭康 | 網頁 （页面存档备份，存于） |                    |        | 週末小品                                                     |
| 4月4日     | 1    | 如夢令       | 張兆輝、江欣燕 | 網頁 （页面存档备份，存于） | 張華標             | 李添勝 | 週末小品                                                     |
| 4月11日    | 1    | 人生曲       | 呂良偉、鄺美雲、蘇杏璇、關禮傑、廖安麗 | 網頁 （页面存档备份，存于） | 蔡業鳴             | 梁材遠 | 週末小品                                                     |
| 4月18日    | 1    | 謫仙記       | 鄭裕玲 | 網頁 （页面存档备份，存于） |                    | 李添勝 | 週末小品                                                     |
| 4月20日    | 18   | 獵鯊行動     | 呂良偉、鄺美雲、商天娥、戴志衛、蔡嘉莉、王書麒、林立三、劉 江、劉 丹、邵美琪                                                                                         | 網頁 （页面存档备份，存于） | 張華標             | 曾勵珍 |                                                              |
| 4月25日    | 1    | 此情可待     | 顧美華、楊群、吳婉芳、田青、黃新、羅嘉良 | 網頁 （页面存档备份，存于） | 蔡業鳴             | 梁材遠 | 週末小品                                                     |
| 5月2日     | 1    | 如意郎君     | 劉美娟、廖偉雄、陳庭威 | 網頁 （页面存档备份，存于） | 彭濟材             | 李添勝 | 週末小品                                                     |
| 5月9日     | 1    | 柳家莊上     | 李琳琳、高雄、李香琴、蘇杏璇、郭峰 | 網頁 （页面存档备份，存于） |                    |        | 週末小品                                                     |
| 5月16日    | 1    | 巫情         | 龔慈恩、秦沛、鄧浩光 | 網頁 （页面存档备份，存于） | 關展博             | 蕭顯輝 | 週末小品                                                     |
| 5月18日    | 18   | 阿嬌正傳     | 林嘉華、陳敏兒、劉美娟、吳鎮宇、白 茵、仙杜拉、陳有后、談泉慶、關朝聰                                                                                                | 網頁 （页面存档备份，存于） | 李茜               | 梁家樹 | 主題曲「為何」葉倩文                                         |
| 5月23日    | 1    | 另一個女人   | 毛舜筠、戚美珍 | 網頁 （页面存档备份，存于） | 關展博             | 蕭顯輝 | 週末小品                                                     |
| 6月1日     | 18   | 大城小子     | 王書麒、鄧萃雯、鄧浩光、林 利、龔慈恩、曾 江、吳麗珠、詹秉熙、廖安麗、吳孟達                                                                                         | 網頁 （页面存档备份，存于） | 胡沙               | 李惠民 |                                                              |
| 6月6日     | 20   | 大班密令     | 石 修、陳秀珠、劉兆銘、盧敏儀、呂良偉、惠天賜、何美婷、余綺霞、曾 江、司馬燕                                                                                         | 網頁 （页面存档备份，存于） 網頁 （页面存档备份，存于） 網頁 （页面存档备份，存于） 網頁 （页面存档备份，存于） 網頁 （页面存档备份，存于） 網頁 （页面存档备份，存于） 網頁 （页面存档备份，存于） | 陳靜儀             | 邱家雄 | 主題曲「光明之戰」倫永亮，於1986年12月海外發行，編導周華宇   |
| 6月11日    | 13   | 人海綠皮書   | 吳啟明、吳詠紅、羅麗娥、鄭伊健、吳婉芳、吳鎮宇、崔嘉寶、劉 江、吳孟達、邵麗瓊                                                                                        | 網頁 （页面存档备份，存于） | 邵麗瓊 彭濟材      | 梅小青 | 主題曲「人海寫真」「人海中我是誰」Raidas                     |
| 6月12日    | 1    | 還有明天     | 陳錫霖、何燕虹 | 網頁 （页面存档备份，存于） |                    |        | 實況劇                                                       |
| 6月15日    | 24   | 鄭成功       | 呂良偉、戚美珍、吳鎮宇、容惠雯、劉兆銘、韓馬利、狄波拉、楊澤霖、李國麟、張英才                                                                                       | 網頁 （页面存档备份，存于） | 馮志強             | 伍潤泉 |                                                              |
| 6月29日    | 12   | 鐳射青春     | 鄭伊健、黃澤鋒、蘇永康、陳潔靈、盧冠廷、吳啟明、高 靜 | 網頁 （页面存档备份，存于） | 陳方               | 蕭顯輝 |                                                              |
| 7月13日    | 20   | 錯愛         | 張兆輝、周海媚、關禮傑、劉碧儀、歐陽震華、張 雷、林漪娸、冼寶華、譚禮賢                                                                                              | 網頁 （页面存档备份，存于） | 關展博             | 李鼎倫 | 主題曲「錯愛」陳百強                                         |
| 7月20日    | 18   | 杜心五       | 鄭少秋、劉嘉玲、周海媚、任達華、嚴秋華、陳安瑩、郭 峰、關海山、黎漢持、石 堅                                                                                         | 網頁 （页面存档备份，存于） | 張華標             | 徐小明 | 主題曲「執手同行」鄭少秋，插曲「衝出醉鄉」鄭少秋，編導徐小明 |
| 8月10日    | 10   | 北斗前鋒     | 任達華、龔慈恩、吳鎮宇、陳敏兒、邵美琪、郭 峰、劉 丹、胡美儀、陳有后、仙杜拉                                                                                         | 網頁 （页面存档备份，存于） | 胡沙               | 鄒世孝 |                                                              |
| 8月17日    | 18   | 飲馬江湖     | 關禮傑、邵美琪、劉美娟、歐瑞偉、歐陽珮珊、劉雅麗、謝 賢、高 雄、嚴秋華、張英才                                                                                       | 網頁 （页面存档备份，存于） | 胡沙               | 李惠民 | 李惠民監製最後一部劇集                                       |
| 8月24日    | 59   | 生命之旅     | 萬梓良、吳鎮宇、鄭裕玲、周海媚、周星馳、關海山、蔡嘉莉、吳婉芳、吳岱融、李香琴                                                                                       | 網頁 （页面存档备份，存于） | 黃翠華 曾淑娟      | 邱家雄 |                                                              |
| 8月30日    | 1    | 香港的月亮   | 李婉華、李中寧 | 網頁 （页面存档备份，存于） |                    |        | 實況劇                                                       |
| 9月5日     | 20   | 天龍神劍     | 苗僑偉、曾華倩、戚美珍、陳秀雯、劉青雲、高 雄、詹秉熙、李家鼎、石 堅、甘國衛                                                                                         | 網頁 （页面存档备份，存于） | 何麗全             | 甘志輝 | 於1987年2月海外發行                                          |
| 9月14日    | 10   | 成吉思汗     | 萬梓良、黃日華、謝 寧、關禮傑、劉美娟、陳麗斯、劉雅麗、陶大宇、劉青雲、陳庭威                                                                                        | 網頁 （页面存档备份，存于） | 譚嬣               | 蕭笙   |                                                              |
| 9月28日    | 18   | 大明群英     | 任達華、陳敏儀、王綺琴、劉青雲、歐陽震華、王敏明、馬宗德、劉 江、駿雄、麥子雲                                                                                        | 網頁 （页面存档备份，存于） | 鄧永康             | 蕭笙   | 又名中原梟雄、大明英烈傳                                     |
| 10月19日   | 28   | 書劍恩仇錄   | 彭文堅、梁珮玲、羅慧娟、任達華、黎美嫻、石 修、陳敏兒、吳啟華、廖啟智、商天娥                                                                                        | 網頁 （页面存档备份，存于） | 關展博             | 李添勝 | 又名《書劍江山》                                             |
| 11月13日   | 1    | 美麗的糖衣   | 容兒、譚建成、萬綺雯 | 網頁 （页面存档备份，存于） |                    |        | 實況劇                                                       |
| 11月23日   | 20   | 正印冤家     | 李 影、羅明珠、陳美琪、戴志偉、李香琴、關海山、司馬燕、王美華、林 利                                                                                                 | 網頁 （页面存档备份，存于） | 李茜               | 曾勵珍 |                                                              |
| 11月23日   | 40   | 新紮師兄1988 | 梁朝偉、高 雄、鄧萃雯、林嘉華、吳嘉麗、邱淑貞、曾華倩、王書麒、劉嘉玲、蘇杏璇                                                                                        | 網頁 （页面存档备份，存于） | 陳麗華             | 蕭顯輝 |                                                              |
| 12月12日   | 1    | 細蘇         | 毛舜筠、張兆輝、何貴林 | 網頁 （页面存档备份，存于） |                    |        | 週末創作室                                                   |
| 12月19日   | 1    | 程太與我     | 鄭丹瑞、王綺琴、鄧萃雯 | 網頁 （页面存档备份，存于） |                    |        | 週末創作室                                                   |
| 12月21日   | 20   | 時來運到     | 張兆輝、廖偉雄、龔慈恩、商天娥、劉 丹、劉兆銘、秦 煌、白 茵、黃 新、司馬燕                                                                                           | 網頁 （页面存档备份，存于） | 邵麗瓊             | 梁家樹 | 主題曲「星夜」蔡國權                                         |
| 12月26日   | 1    | 望夫成龍     | 李國麟、韋以茵 | 網頁 （页面存档备份，存于） | 張華標             |        | 週末創作室                                                   |
| 海外錄影帶 | 20   | 天狼劫       | 劉德華、邵美琪、羅麗娥、黎漢持、朱鐵和、羅 蘭、劉 丹、胡美儀、許紹雄、馮偉林                                                                                         | 網頁 （页面存档备份，存于） | 張華標             | 劉仕裕 | 於1987年12月14日海外發行，主題曲「天狼劫」文佩玲             |

## 1988年
| 首播       | 集數 | 劇名         | 主演 | 官網                        | 編審          | 監製   | 備註                                                                                                |
| 1月2日     | 1    | 傷心的季節   | 郭晉安、林帆、龍天燊 | 網頁 （页面存档备份，存于） | 蔡業鳴        |        | 週末創作室                                                                                          |
| 1月9日     | 1    | 熱浪狂情     | 杜德偉、陳麗斯、吳家麗 | 網頁 （页面存档备份，存于） | 韋家輝        | 梁材遠 | 週末創作室                                                                                          |
| 1月16日    | 1    | 同人唔同命   | 盧冠廷、高飛 | 網頁 （页面存档备份，存于） | 馮志強        |        | 週末創作室                                                                                          |
| 1月18日    | 20   | 南拳蔡李佛   | 黃杏秀、孟 飛、黎美嫻、戴志偉、秦 沛、高 雄、劉 江、吳孟達、羅國維、郭 峰                                                                                               | 網頁 （页面存档备份，存于） | 黃鈺賢        | 劉家豪 | 主題曲「碧血忠魂」呂方，插曲「沒終結的愛情」黃杏秀，於1987年6月海外發行，編導：李力持               |
| 1月23日    | 1    | 木偶         | 王書麒、何嘉麗、田青、鄭少萍 | 網頁 （页面存档备份，存于） | 李茜          |        | 週末創作室                                                                                          |
| 1月25日    | 27   | 名門         | 張兆輝、林俊賢、黎美嫻、岳 華、黃允材、張衛健、毛舜筠、秦 沛、盧敏儀、胡美儀                                                                                            | 網頁 （页面存档备份，存于） | 譚嬣          | 王天林 | 主題曲「未了緣」呂方，插曲「情在昨日」呂方                                                          |
| 1月30日    | 1    | 爺爺的心事   | 戚美珍、鮑方、程思俊 | 網頁 （页面存档备份，存于） | 韋家輝        | 梁材遠 | 週末創作室                                                                                          |
| 2月6日     | 1    | 霧水緣       | 戴志偉、陳秀珠 | 網頁 （页面存档备份，存于） | 馮志強        |        | 週末創作室                                                                                          |
| 2月13日    | 1    | 虹外虹       | 潘源良、龔慈恩 | 網頁 （页面存档备份，存于） | 張華標        |        | 週末創作室                                                                                          |
| 2月15日    | 15   | 奉旨成親     | 廖偉雄、盧海鵬、林穎嫻、梁珮玲、李中寧、林 利、吳茜薇、李香琴、吳夏萍、許紹雄                                                                                           | 網頁 （页面存档备份，存于） | 曾淑娟 黃翠華 | 陳寶珠 | 主題曲「鴛鴦譜」陳慧嫻                                                                              |
| 2月20日    | 1    | 段落         | 黎明、吳啟華、薛芷倫 | 網頁 （页面存档备份，存于） | 韋家輝        | 梁材遠 | 週末創作室                                                                                          |
| 2月27日    | 1    | 追日         | 李殿朗、黃澤民、方育平 | 網頁 （页面存档备份，存于） | 馮志強        |        | 週末創作室                                                                                          |
| 3月2日     | 28   | 誓不低頭     | 鄭少秋、曾 江、陳秀珠、郭 鋒、郭晉安、羅嘉良、李麗蕊、劉美娟、蔣麗萍、李香琴                                                                                            | 網頁 （页面存档备份，存于） | 韋家輝        | 梁材遠 | |
| 3月5日     | 20   | 少林與詠春   | 米 雪、石 修、黃允材、戴志偉、徐忠信、李海生、艾 威、駿 雄、馬宗德、邵美琪                                                                                              | 網頁 （页面存档备份，存于） | 鄧永康        | 蕭笙   | 主題曲「嚴詠春」梅艷芳，於1987年4月海外發行                                                         |
| 3月7日     | 25   | 旭日背後     | 陳庭威、鄧萃雯、李婉華、邵美琪、夏 雨、陶大宇、廖啟智、李琳琳、曾 江、岳 華                                                                                             | 網頁 （页面存档备份，存于） | 邵麗瓊        | 潘嘉德 | 主題曲「旭日背後」鄭敬基                                                                            |
| 4月11日    | 5    | 日落紫禁城   | 陳道明、蔡遠航 |                             |               |        | 中國電視劇《末代皇帝》                                                                              |
| 4月11日    | 5    | 大都會       | 鄭少秋、汪明荃、戚美珍、梁朝偉、周星馳、呂良偉、楊 群、邵仲衡、盧敏儀、楊寶玲                                                                                           | 網頁 （页面存档备份，存于） | 彭濟材        | 劉家豪 | |
| 4月11日    | 20   | 義薄雲天     | 莫少聰、鄧萃雯、關禮傑、鮑 方、李國麟、石 堅、劉 丹、羅麗嫦、林偉健、張 雷、柳影虹、高 雄、郭 峰、李家鼎、吳家麗、蔣麗萍、寇鴻萍、陳有后、羅國維、梁 愛、徐廣林、何嘉麗 | 網頁 （页面存档备份，存于） | 蔡業鳴        | 李鼎倫 | 主題曲「義氣」鄭少秋，插曲「願你知我心」鄭少秋、林楚麒，翡翠台晚上11時50分首播，於1987年8月海外發行 |
| 4月11日    | 152  | 都市方程式   | 胡 楓、梁珮玲、陳嘉輝、楊 羚、郭富城、李龍基、梁潔華、朱承彩、南 紅、鄧萃雯                                                                                             | 網頁 （页面存档备份，存于） | 彭濟材 余詠珊 | 潘嘉德 | 處境劇                                                                                              |
| 4月16日    | 1    | 長桌舞士     | 李婉華、林穎嫻 | 網頁 （页面存档备份，存于） | 譚嬣          |        | 七情十三篇                                                                                          |
| 4月18日    | 20   | 飛躍霓裳     | 羅慧娟、黎 明、梁珮玲、任達華、戚美珍、陳雅倫、邵仲衡、羅麗娥、秦 沛、詹秉熙                                                                                            | 網頁 （页面存档备份，存于） | 關展博        | 梅小青 | 主題曲「你愛的一個無名氏」溫兆倫                                                                    |
| 4月18日    | 20   | 無名火       | 石 修、周海媚、羅慧娟、韓馬利、李偉南、杜德偉、曾 江、秦 沛、高 雄、吳孟達                                                                                              | 網頁 （页面存档备份，存于） | 胡沙          | 徐小明 | 主題曲「無名火」杜德偉                                                                              |
| 4月23日    | 1    | 牢           | 鄭少秋、伊雷 | 網頁 （页面存档备份，存于） | 麥守義        | 劉家豪 | 七情十三篇                                                                                          |
| 4月30日    | 1    | 離魂記       | 李成昌、邵美琪 | 網頁 （页面存档备份，存于） |               |        | 七情十三篇                                                                                          |
| 5月7日     | 1    | 黑白之間     | 王書麒、梁思浩、姚正菁 | 網頁 （页面存档备份，存于） | 彭濟材        |        | 七情十三篇                                                                                          |
| 5月14日    | 1    | 假面         | 麥麗紅、曾江 | 網頁 （页面存档备份，存于） |               |        | 七情十三篇                                                                                          |
| 5月16日    | 15   | 留住明天     | 陳庭威、龔慈恩、謝 賢、劉碧儀、陳安瑩、徐婉薇、區偉麟 | 網頁 （页面存档备份，存于） | 陳靜儀        | 鄒世孝 | 主題曲「黃昏的聲音」譚詠麟，鄒世孝監製最後一部劇集                                                  |
| 5月16日    | 20   | 大茶園       | 毛舜筠、吳啟華、關朝聰、林綺雯、戴志衛、黃允材、鮑 方、馮偉林、柳影虹、江 毅                                                                                            | 網頁 （页面存档备份，存于） | 李茜          | 曾勵珍 | 主題曲「我不再否認」甄妮                                                                            |
| 5月16日    | 20   | 狂龍         | 石 修、呂良偉、陳秀珠、容惠雯、黎漢持、江 毅、駱應鈞、何貴林、朱鐵和、李海生                                                                                            | 網頁 （页面存档备份，存于） | 黃鈺賢        | 伍潤泉 | 主題曲「那可問旁人」許志安，插曲「愛的竟是我」文佩玲，於1987年11月海外發行                          |
| 5月21日    | 1    | 前世         | 盧冠廷、陳雅倫、吳岱融 | 網頁 （页面存档备份，存于） | 胡沙          |        | 七情十三篇                                                                                          |
| 5月28日    | 1    | 寂寞戰士     | 林立三、劉兆銘 | 網頁 （页面存档备份，存于） | 陳麗華        |        | 七情十三篇                                                                                          |
| 6月6日     | 20   | 老子萬歲     | 林穎嫻、岳 華、廖啟智、李中寧、吳啟華、秦 煌、張衛健、謝 寧、吳家麗、盧敏儀                                                                                             | 網頁 （页面存档备份，存于） | 譚嬣          | 王天林 | 主題曲「愛是種魔力」溫兆倫，編劇梁詠梅                                                              |
| 6月13日    | 20   | 絕代雙驕     | 梁朝偉、吳岱融、謝 寧、黎美嫻、劉美娟、關禮傑、陳美琪、苗僑偉、戚美珍、黃允材、岳 華、楊澤霖                                                                            | 網頁 （页面存档备份，存于） | 黃鈺賢        | 伍潤泉 | 主題曲「願你知我心」，插曲「情絲牽我心」梁朝偉                                                      |
| 6月18日    | 1    | 血網迷情     | 劉青雲、劉嘉玲 | 網頁 （页面存档备份，存于） | 邵麗瓊        |        | 七情十三篇                                                                                          |
| 6月18日    | 3    | 家計會實況劇 | 周志輝、羅冠蘭、劉兆璋、江譽聖 | 網頁 （页面存档备份，存于） |               |        | |
| 6月20日    | 20   | 殭屍奇兵     | 賈思樂、余綺霞、毛舜筠、張兆輝、梁鴻華、林綺雯、夏 雨、梁葆貞、楊澤霖、高妙思、上官玉                                                                                   | 網頁 （页面存档备份，存于） | 黃鈺賢        | 王天林 | 又名《殭屍兵團》，於1988年1月海外發行，插曲「踏月亮」文佩玲，編導杜琪峰                             |
| 7月4日     | 20   | 鬥氣一族     | 夏 雨、周星馳、吳君如、劉 丹、梅小惠、李家聲、羅明珠、曾近榮、盧宛茵、吳國敬、黃愷欣、劉嘉玲(客串)                                                                      | 網頁 （页面存档备份，存于） | 邵麗瓊        | 曾勵珍 | 主題曲「同根生」譚詠麟                                                                              |
| 7月11日    | 20   | 衰鬼迫人     | 伊 雷、溫兆倫、李婉華、毛舜筠、盧海鵬、馮志豐、王書麒、蔡嘉利、楊 羚 | 網頁 （页面存档备份，存于） | 梁詠梅        | 韋家輝 | 主題曲「令你著迷」陳百強，插曲「無聲勝有聲」陳百強                                                  |
| 7月17日    | 1    | 誰來救我     | 黃秋生 | 網頁 （页面存档备份，存于） |               |        | 實況劇                                                                                              |
| 7月23日    | 1    | 夾心夫妻     | 吳鎮宇、陳美琪 | 網頁 （页面存档备份，存于） | 邵麗瓊        | 梁材遠 | 七情十三篇                                                                                          |
| 7月30日    | 1    | 流星         | 戴志偉 | 網頁 （页面存档备份，存于） | 麥守義        |        | 七情十三篇                                                                                          |
| 8月1日     | 15   | 不再少年時   | 李克勤、王書麒、羅明珠、蘇永康、楊 羚、劉錫明、韋以茵、白 茵、仙杜拉、談泉慶                                                                                            | 網頁 （页面存档备份，存于） | 曾淑娟        | 梁材遠 | |
| 8月8日     | 60   | 當代男兒     | 萬梓良、陳敏兒、呂良偉、麥翠嫻、林穎嫻、邵美琪、劉青雲、林嘉華、張衛健、戴志衛、關海山、毛舜筠                                                                          | 網頁 （页面存档备份，存于） | 張華標 蔡業鳴 | 劉家豪 | 又名《梟雄》                                                                                        |
| 8月22日    | 20   | 檸檬丈夫     | 廖偉雄、劉嘉玲、黎美嫻、溫兆倫、許紹雄、李中寧、陳安瑩、林立三、羅青浩                                                                                                  | 網頁 （页面存档备份，存于） | 鄧永康        | 梁家樹 | 主題曲「為何是我」陳德彰                                                                            |
| 10月3日    | 35   | 嬴單傳奇     | 郭晉安、周海媚、曾華倩、羅慧娟、何美婷、張衛健、張兆輝、吳岱融、龔慈恩、崔嘉寶                                                                                          | 網頁 （页面存档备份，存于） | 陳麗華        | 蕭顯輝 | 又名龍俠傳奇                                                                                        |
| 10月3日    | 20   | 洪熙官       | 惠天賜、區偉麟、劉家勇、龔慈恩、廖啟智、蔡嘉利、楊澤霖、江 毅、李家鼎、石 堅                                                                                            | 網頁 （页面存档备份，存于） | 胡沙          | 蕭笙   | 主題曲「俗世如來」呂方，於1986年12月海外發行                                                        |
| 10月8日    | 1    | 陰差陽錯     | 廖偉雄、曾華倩 | 網頁 （页面存档备份，存于） | 陳麗華        | 蕭顯輝 | 七情十三篇                                                                                          |
| 10月15日   | 1    | 夢邊緣       | 周星馳 | 網頁 （页面存档备份，存于） | 胡沙          | 潘嘉德 | 七情十三篇                                                                                          |
| 10月22日   | 1    | 第二隻玻璃鞋 | 徐家妍 | 網頁 （页面存档备份，存于） | 邵麗瓊        |        | 七情十三篇                                                                                          |
| 10月29日   | 1    | 童心         | 關海山、李泳豪 | 網頁 （页面存档备份，存于） | 黃翠華        | 劉仕裕 | 週末單元                                                                                            |
| 10月31日   | 20   | 阿德也瘋狂   | 劉 江、羅慧娟、周星馳、王綺琴、邵美琪、邵仲衡、白 茵、馮志豐、鄭君熾、黎冠成                                                                                            | 網頁 （页面存档备份，存于） | 梁詠梅        | 李添勝 | 主題曲「又見朝陽」林憶蓮                                                                            |
| 11月5日    | 1    | 餘暉         | 鮑方、陳嘉儀 | 網頁 （页面存档备份，存于） | 薛家華        | 王天林 | 週末單元                                                                                            |
| 11月6日    | 1    | 不要回頭     | 陳國邦、梁榮忠、蘇佩珊 | 網頁 （页面存档备份，存于） |               |        | 實況劇                                                                                              |
| 11月12日   | 1    | 着迷         | 鄭少秋、吳家麗 | 網頁 （页面存档备份，存于） | 黃翠華        | 劉仕裕 | 週末單元                                                                                            |
| 11月26日   | 1    | 七翼鳥       | 歐瑞偉、高雄 | 網頁 （页面存档备份，存于） | 胡沙          | 王天林 | 週末單元                                                                                            |
| 11月28日   | 45   | 太平天國     | 呂良偉、黃日華、鄧萃雯、李國麟、商天娥、劉青雲、陳敏兒、陳榮峻、黎漢持、毛舜筠、郭富城、歐瑞偉                                                                          | 網頁 （页面存档备份，存于） | 鄧永康        | 蕭笙   | |
| 11月28日   | 20   | 狙擊神探     | 任達華、張兆輝、邱淑貞、龔慈恩、吳詠紅、郭 峰、彭文堅、吳君如、仙杜拉、談泉慶                                                                                           | 網頁 （页面存档备份，存于） | 馮志強        | 邱家雄 | 主題曲「生命全屬我」杜德偉                                                                          |
| 12月1日    | 20   | 兵權         | 劉家輝、黎 明、黃允材、惠天賜、邵美琪、王綺琴、許紹雄、商天娥、劉 丹、鄭君熾                                                                                            | 網頁 （页面存档备份，存于） | 黃翠華        | 劉仕裕 | 主題曲「絕非我自己」黎明，又名《陳橋兵變》 於1988年6月海外發行                                      |
| 12月5日    | 49   | 小小大丈夫   | 王書麒、黃敏儀、林穎嫻、韋以茵、黃秋生、余慕蓮、張鳳妮、秦 煌、焦 雄、羅偉平                                                                                            | 網頁 （页面存档备份，存于） | 余詠珊 鄧特希 | 潘嘉德 | 處境劇                                                                                              |
| 12月26日   | 10   | 風流父子兵   | 曾 江、李家聲、鄭艷麗、歐陽珮珊、鄭少秋、陳秀珠、李國麟、劉美娟、蔣麗萍、吳婉芳                                                                                         | 網頁 （页面存档备份，存于） | 李麗華        | 李添勝 | |
| 12月31日   | 1    | 藍色時分     | 周海媚、葉童、劉青雲 | 網頁 （页面存档备份，存于） | 胡沙          | 邱家雄 | 週末單元                                                                                            |
| 海外錄影帶 | 20   | 奇門鬼谷     | 黃日華、歐瑞偉、王綺琴、龔慈恩、鄭艷鳳、黃允財、白 英、劉 丹、劉家勇、楊澤霖                                                                                            | 網頁 （页面存档备份，存于） | 麥守義        | 李鼎倫 | 於1988年4月4日海外發行，主題曲「奇門鬼谷」劉錫明                                                    |

## 1989年
| 首播       | 集數 | 劇名       | 主演                                                                                                | 官網                        | 編審                 | 監製   | 備註                                                                                   |
| 1月7日     | 1    | 半生緣     | 韓馬利                                                                                              | 網頁 （页面存档备份，存于） | 黃翠華               |        | 週末單元                                                                               |
| 1月9日     | 20   | 上海大風暴 | 劉嘉玲、林俊賢、劉青雲、吳鎮宇、蔡嘉莉、歐陽震華、陶大宇、容惠雯、黎漢持、劉兆銘                    | 網頁 （页面存档备份，存于） | 胡沙                 | 梁家樹 | 主題曲「愛的風暴」許志安                                                               |
| 1月21日    | 1    | 叠戀       | 曾江、杜麗莎                                                                                        | 網頁 （页面存档备份，存于） |                      | 伍潤泉 | 週末單元                                                                               |
| 1月28日    | 1    | 血緣       | 劉淑華、高雄                                                                                        | 網頁 （页面存档备份，存于） | 黃翠華               | 劉仕裕 | 週末單元                                                                               |
| 1月30日    | 20   | 吉星報喜   | 溫兆倫、周海媚、曾華倩、劉兆銘、彭文堅、陶大宇、黃一飛、羅嘉良、吳岱融、秦 沛                       | 網頁 （页面存档备份，存于） | 盧永強               | 梁材遠 |                                                                                        |
| 2月3日     | 20   | 摩登小寶   | 張兆輝、任達華、李美鳳、嚴秋華、龔慈恩、廖啟智、黃 新、許紹雄、吳浣儀、關秀媚                       | 網頁 （页面存档备份，存于） | 李茜                 | 伍潤泉 |                                                                                        |
| 2月11日    | 1    | 繭         | 廖啟智、陳雅倫、秦 沛、吳岱融                                                                       | 網頁 （页面存档备份，存于） | 麥守義               | 伍潤泉 | 週末單元                                                                               |
| 2月18日    | 1    | 特種居民   | 朱潔明、黎海珊、冼錦青                                                                              | 網頁 （页面存档备份，存于） |                      |        | 實況劇                                                                                 |
| 2月27日    | 20   | 萬家傳說   | 郭晉安、藍潔瑛、鄧萃雯、吳岱融、歐陽震華、梅小惠、胡美儀、白 茵、羅君左、黎耀祥                     | 網頁 （页面存档备份，存于） | 邵麗瓊               | 曾勵珍 |                                                                                        |
| 3月4日     | 1    | 逼娼為良   | 黃日華、鄧萃雯                                                                                      | 網頁 （页面存档备份，存于） | 胡沙                 | 邱家雄 | 週末單元                                                                               |
| 3月6日     | 20   | 決戰皇城   | 鄭少秋、鄧萃雯、謝 寧、梁家仁、關禮傑、王綺琴、駱應鈞、柳影虹、李國麟、楊澤霖                       | 網頁                        | 關展博               | 梅小青 | 主題曲「揮出一片心」鄭少秋，於1988年12月海外發行                                       |
| 3月11日    | 1    | 鳶         | 潘芳芳                                                                                              | 網頁 （页面存档备份，存于） | 胡沙                 | 邱家雄 | 週末單元                                                                               |
| 3月18日    | 1    | 女優       | 麥翠嫻                                                                                              | 網頁 （页面存档备份，存于） | 麥守義               | 伍潤泉 | 週末單元                                                                               |
| 3月25日    | 1    | 阿輝       | 吳孟達、梁鴻華、胡美儀                                                                              | 網頁 （页面存档备份，存于） | 胡沙                 | 王天林 | 週末單元                                                                               |
| 3月27日    | 5    | 花月佳期   | 郭晉安、李嘉欣、吳鎮宇、陳庭威、鄧萃雯、藍潔瑛、李香琴、林其欣、吳岱融、何美婷                      | 網頁 （页面存档备份，存于） | 邵麗瓊               | 曾勵珍 |                                                                                        |
| 4月1日     | 1    | 琉璃篇     | 廖偉雄、劉淑華、吳詠虹、戴志偉                                                                      | 網頁 （页面存档备份，存于） | 胡沙                 | 岑國榮 | 燃情夜點                                                                               |
| 4月3日     | 50   | 義不容情   | 黃日華、劉嘉玲、溫兆倫、周海媚、邵美琪、商天娥、藍潔瑛、劉錫明、蘇杏璇、梁思浩                      | 網頁 （页面存档备份，存于） | 陳惠妍 鄧特希 韋家輝 | 韋家輝 | 一生何求 (陳百強)                                                                      |
| 4月3日     | 30   | 蓋世豪俠   | 周星馳、羅慧娟、藍潔瑛、吳鎮宇、吳孟達、劉 江、關海山、梅小惠、郭政鴻、艾 威、高 雄、許紹雄、杜麗莎 | 網頁 （页面存档备份，存于） | 張華標               | 劉家豪 |                                                                                        |
| 4月3日     | 18   | 豪情       | 呂良偉、劉嘉玲、林俊賢、曾華倩、歐陽震華、黃允材、吳孟達、楊 群、駱應鈞、胡美儀                     | 網頁                        | 馮志強               | 劉家豪 | 主題曲「戰場」張學友，於1987年6月海外發行                                              |
| 4月4日     | 50   | 我愛俏冤家 | 廖啟智、李殿朗、鄭敬基、張衛健、江欣燕、劉兆銘、南 紅、夏 雨、陳秀珠                                | 網頁 （页面存档备份，存于） | 鄧特希 余詠珊 戚瑛鳴 | 梁家樹 | 處境劇，主題曲「絕浪」鍾鎮濤                                                           |
| 4月8日     | 1    | 命裏無時   | 李成昌、周海媚、關秀媚                                                                              | 網頁 （页面存档备份，存于） | 胡沙                 |        | 燃情夜點                                                                               |
| 4月15日    | 1    | 蓉姐       | 夏萍、韓馬利                                                                                        | 網頁 （页面存档备份，存于） | 胡沙                 |        | 燃情夜點                                                                               |
| 4月22日    | 1    | 戀愛輸家   | 何偉龍                                                                                              | 網頁 （页面存档备份，存于） | 胡沙                 |        | 燃情夜點                                                                               |
| 4月29日    | 1    | 再見日蝕   | 黃允材、李殿朗                                                                                      | 網頁 （页面存档备份，存于） | 麥守義               |        | 燃情夜點                                                                               |
| 5月1日     | 20   | 無冕急先鋒 | 邵仲衡、周星驰、甄子丹、吳鎮宇、黎美娴、戴志偉、曾 江、劉碧儀、吳詠紅、吳孟達                       | 網頁 （页面存档备份，存于） | 麥守義               | 李鼎倫 | 又名《王牌先鋒》，於1988年9月海外發行                                                  |
| 5月6日     | 1    | 亞茂整餅   | 周國麟、商天娥                                                                                      | 網頁 （页面存档备份，存于） | 鄧永康               |        | 燃情夜點                                                                               |
| 5月13日    | 1    | 迷         | 王綺琴、吳鎮宇                                                                                      | 網頁 （页面存档备份，存于） | 鄧永康               |        | 燃情夜點                                                                               |
| 5月14日    | 1    | 獵魂       | 林文龍、李國麟                                                                                      | 網頁 （页面存档备份，存于） | 麥守義               | 李添勝 | 燃情夜點                                                                               |
| 5月15日    | 10   | 末代天師   | 杜德偉、李婉華、陳庭威、蔡嘉利、何美婷、歐瑞偉、戴志偉、楊澤霖、駱應鈞、秦煌                        | 網頁 （页面存档备份，存于） | 蔡業鳴               | 岑國榮 | 主題曲「末代天師」杜德偉，插曲「墮進情深處」許志安                                     |
| 5月20日    | 1    | 變節小人物 | 張衛健、楊羚                                                                                        | 網頁 （页面存档备份，存于） | 胡沙                 | 岑國榮 | 燃情夜點                                                                               |
| 5月27日    | 1    | 赤子雄風   | 黃秋生、黎美嫻、羅嘉良                                                                              | 網頁 （页面存档备份，存于） | 麥守義               |        | 燃情夜點                                                                               |
| 5月29日    | 20   | 人海虎鯊   | 黃日華、楊寶玲、黃允材、高 雄、李婉華、關禮傑、柳影虹、陳麗斯、歐瑞偉、楊澤霖                       | 網頁 （页面存档备份，存于） | 麥守義               | 蕭笙   | 主題曲「求勝心切」關正傑                                                               |
| 6月3日     | 1    | 醉錯       | 馬海倫                                                                                              | 網頁 （页面存档备份，存于） | 麥守義               | 李添勝 | 燃情夜點                                                                               |
| 6月10日    | 1    | 濃土       | 鮑方                                                                                                | 網頁 （页面存档备份，存于） | 鄧永康               |        | 燃情夜點                                                                               |
| 6月12日    | 20   | 相愛又如何 | 鄺美雲、吳岱融、邵仲衡、劉兆銘、王綺琴、林其欣、秦 沛、羅嘉良、盧宛茵、朱瑞棠                       | 網頁 （页面存档备份，存于） | 李茜                 | 梁材遠 | 主題曲「未了情」鄺美雲                                                                 |
| 6月12日    | 20   | 連城訣     | 郭晉安、黎美嫻、謝 寧、吳鎮宇、曾 江、陳美琪、關海山、朱鐵和、戴志偉、高 雄                         | 網頁 （页面存档备份，存于） | 馮志強               | 邱家雄 | 於1989年1月海外發行                                                                    |
| 6月24日    | 1    | 螢光一族   | 余家倫、陳美琪                                                                                      | 網頁 （页面存档备份，存于） | 胡沙                 |        | 燃情夜點                                                                               |
| 7月2日     | 1    | 單親家庭   | 饒芷昀                                                                                              | 網頁 （页面存档备份，存于） |                      |        | 實況劇                                                                                 |
| 7月10日    | 10   | 淘氣雙子星 | 李克勤、黃貫中、余倩雯、梅小惠、郭富城、黃 翊、黃家強、黃寶欣、戴志衛、商天娥                       | 網頁 （页面存档备份，存于） | 歐冠英               | 梅小青 |                                                                                        |
| 7月10日    | 20   | 大城小警   | 夏 雨、陳嘉輝、黎美嫻、陳美琪、韓馬利、李龍基、駱應鈞、黃愷欣、秦 煌、黃 新                         | 網頁 （页面存档备份，存于） | 歐冠英 曾淑娟        | 岑國榮 |                                                                                        |
| 7月10日    | 77   | 公私三文治 | 吳鎮宇、林 蛟、曾華倩、梅小惠、楊 羚、李婉華、楊美儀、駱應鈞、顏國樑、杜麗莎                        | 網頁 （页面存档备份，存于） | 蕭光漢 陳惠妍        | 岑國榮 | 處境劇                                                                                 |
| 7月24日    | 20   | 富貴流氓   | 岳 華、陳敏兒、吳鎮宇、曾華倩、黃子揚、蘇杏璇、譚炳文、李中寧、李國麟、胡美儀                       | 網頁 （页面存档备份，存于） | 黃翠華               | 劉仕裕 | 主題曲「留下了心事」鄺美雲，編劇黃翠華，編導張乾文                                     |
| 8月7日     | 15   | 飛虎群英   | 甄子丹、李婉華、楊寶玲、關禮傑、盧宛茵、龔慈恩、林偉健、談泉慶、梁少狄、白文彪                      | 網頁 （页面存档备份，存于） | 蔡業鳴               | 梁家樹 |                                                                                        |
| 8月21日    | 25   | 摘星的女人 | 石 修、黃日華、麥翠嫻、藍潔瑛、商天娥、何貴林、馮志豐、高妙思、李國麟、關海山                       | 網頁 （页面存档备份，存于） | 譚嬣                 | 王天林 | 主題曲「心聲」鄺美雲，插曲「心傷」鄺美雲，於1988年12月海外發行，編劇李潔莊，編導蔣家駿 |
| 8月28日    | 5    | 千外有千   | 余安安、曾 江、溫兆倫、秦 煌、梁舜燕、陳有后、司馬燕                                                | 網頁 （页面存档备份，存于） | 鄧特希 盧永強        | 李兆華 | 主題曲「別再靠緊我」林憶蓮                                                             |
| 9月4日     | 30   | 天變       | 郭晉安、鄧萃雯、黎美嫻、謝 寧、陶大宇、歐瑞偉、劉 江、曾 江、楊澤霖、李麗麗                         | 網頁 （页面存档备份，存于） | 馮志強               | 邱家雄 | 主題曲「通緝者」太極樂隊，插曲「作弄」太極樂隊                                         |
| 9月25日    | 20   | 串燒冤家   | 陳敏兒、廖偉雄、梁珮玲、蘇杏璇、李國麟、邵仲衡、張鳳妮、吳孟達                                      | 網頁 （页面存档备份，存于） | 邱梅圓               | 潘嘉德 | 主題曲「夏日戀人」梅艷芳                                                               |
| 10月16日   | 20   | 還我本色   | 任達華、溫兆倫、藍潔瑛、梁家仁、龔慈恩、劉錫明、關朝聰、劉雅麗、張 翼、黃德斌、馮志豐               | 網頁 （页面存档备份，存于） | 黃翠華               | 韋家輝 |                                                                                        |
| 10月23日   | 20   | 家山有福   | 王書麒、林穎嫻、關禮傑、譚炳文、許紹雄、吳詠紅、鮑 方、李家聲、張英才、鄭君熾                       | 網頁 （页面存档备份，存于） | 蕭光漢               | 王心慰 | 主題曲「家山有福」梅艷芳                                                               |
| 11月12日   | 1    | 帝女情未了 | 吳岱融、陳美琪                                                                                      | 網頁 （页面存档备份，存于） | 黃育德               |        | 末世驚情                                                                               |
| 11月13日   | 30   | 他來自江湖 | 萬梓良、周星馳、毛舜筠、恬 妞、吳孟達、黃秋生、戴志偉、梅小惠、李香琴、楊寶玲                       | 網頁 （页面存档备份，存于） | 邵麗琼 莫淑娥        | 劉家豪 |                                                                                        |
| 11月20日   | 5    | 香港雲起時 | 劉嘉玲、吳鎮宇、楊美儀、梁佩瑚、王書麒、劉兆銘、梁 珊、駱應鈞、黃 新、鮑 方                         | 網頁 （页面存档备份，存于） | 鄧特希 賈偉南        | 徐正康 |                                                                                        |
| 11月23日   | 58   | 婆媽女婿   | 潘芳芳、張衛健、羅慧娟、劉青雲、黄愷欣、劉 江、湘 漪、焦 雄、何貴林                                 | 網頁 （页面存档备份，存于） | 邵麗瓊 羅錦輝        | 梁家樹 | 處境劇                                                                                 |
| 11月27日   | 20   | 回到唐山   | 黎 明、許紹雄、夏 雨、黎美嫻、關朝聰、劉美娟、羅嘉良、戴志偉、韓馬利、李麗麗                        | 網頁 （页面存档备份，存于） | 關展博               | 梅小青 |                                                                                        |
| 12月3日    | 1    | 超越黃線   | 駱應鈞、周海媚                                                                                      | 網頁 （页面存档备份，存于） | 彭濟材               |        |                                                                                        |
| 12月23日   | 1    | 烈燄       | 胡楓、張采媚、戴志偉                                                                                | 網頁 （页面存档备份，存于） | 黃育德               |        |                                                                                        |
| 12月25日   | 20   | 天涯歌女   | 陳松齡、黎 明、關禮傑、胡美儀、譚炳文、柳影虹、曾慧雲、何嘉麗、馬海倫、方曉虹                       | 網頁 （页面存档备份，存于） | 鄧永康               | 蕭笙   |                                                                                        |
| 12月25日   | 20   | 俠客行     | 梁朝偉、鄧萃雯、姚正菁、劉淑華、鄭豔麗、朱鐵和、上官玉、關海山、秦 煌、葉天行                       | 網頁 （页面存档备份，存于） | 梁詠梅               | 伍潤泉 | 伍潤泉監製最後一部劇集                                                                 |
| ?月?日     | 17   | 金裝季節   | 朱瑞棠、盧海鵬、鄧碧雲、湘 漪、盧宛茵、郭 峰、顏國樑、羅嘉良、梁朝偉、陳嘉儀                        | 網頁 （页面存档备份，存于） | 黃國輝 陳靜儀        | 甘志輝 | 又名《季節II》《歡樂今宵》長篇短劇                                                     |
| ?月?日     | 5    | 隔世追魂   | 李殿朗、石 修                                                                                       | 網頁 （页面存档备份，存于） |                      |        | 《歡樂今宵》短劇                                                                       |
| ?月?日     | 5    | 殺連環     | 許志安、盧敏儀                                                                                      | 網頁 （页面存档备份，存于） |                      |        | 《歡樂今宵》短劇                                                                       |
| 海外錄影帶 | 20   | 鐵血大旗門 | 石 修、麥翠嫻、劉青雲、劉淑華、陳庭威、蔡嘉利、黃允材、陳惠瑜、王維德、崔嘉寶、胡越山、劉淑華       | 網頁 （页面存档备份，存于） | 梁立人               | 蕭顯輝 | 於1989年5月15日海外發行，主題曲「滅旗恨」呂方，改編自古龍小說大旗英雄傳                |
| 海外錄影帶 | 20   | 晉文公傳奇 | 黎 明、羅慧娟、郭秀雲、黃子揚、李中寧、歐陽震華、王 偉、麥天恩、江 毅、鮑 方、楊美儀、劉桂芳        | 網頁 （页面存档备份，存于） | 蔡業鳴               | 蕭顯輝 | 於1989年8月7日海外發行，主題曲「飛渡湮雨間」黎明                                       |
| 海外錄影帶 | 20   | 龍廷爭霸   | 羅嘉良、張兆輝、陳庭威、曾華倩、歐陽震華、蔡嘉利、劉美娟、林其欣、陳珮珊、談泉慶                    | 網頁 （页面存档备份，存于） | 張華標 李潔莊        | 李鼎倫 | 於1989年9月15日海外發行，明朝歷史事件土木堡之變，主題曲「土木堡風雲」許志安            |
| 海外錄影帶 | 20   | 天機       | 陳庭威、劉美娟、何嘉麗、陳嘉輝、白 彪、劉 江、胡美儀、林漪娸、駱應鈞                                | 網頁 （页面存档备份，存于） | 譚嬣                 | 王天林 | 於1989年11月27日海外發行，主題曲「像甚麼」葉麗儀                                       |

## 相關
- 無綫電視電影列表